# Szárdok
A szárdok  (olaszul: Sardi, szárdul: Sardos vagy Sardus) eredetileg Szardínia szigetén élő, újlatin nyelvet beszélő népcsoport. Lakóhelyük, az Olaszországhoz tartozó, de különleges autonómiával rendelkező Szardínia róluk kapta a nevét.

## Etimológia

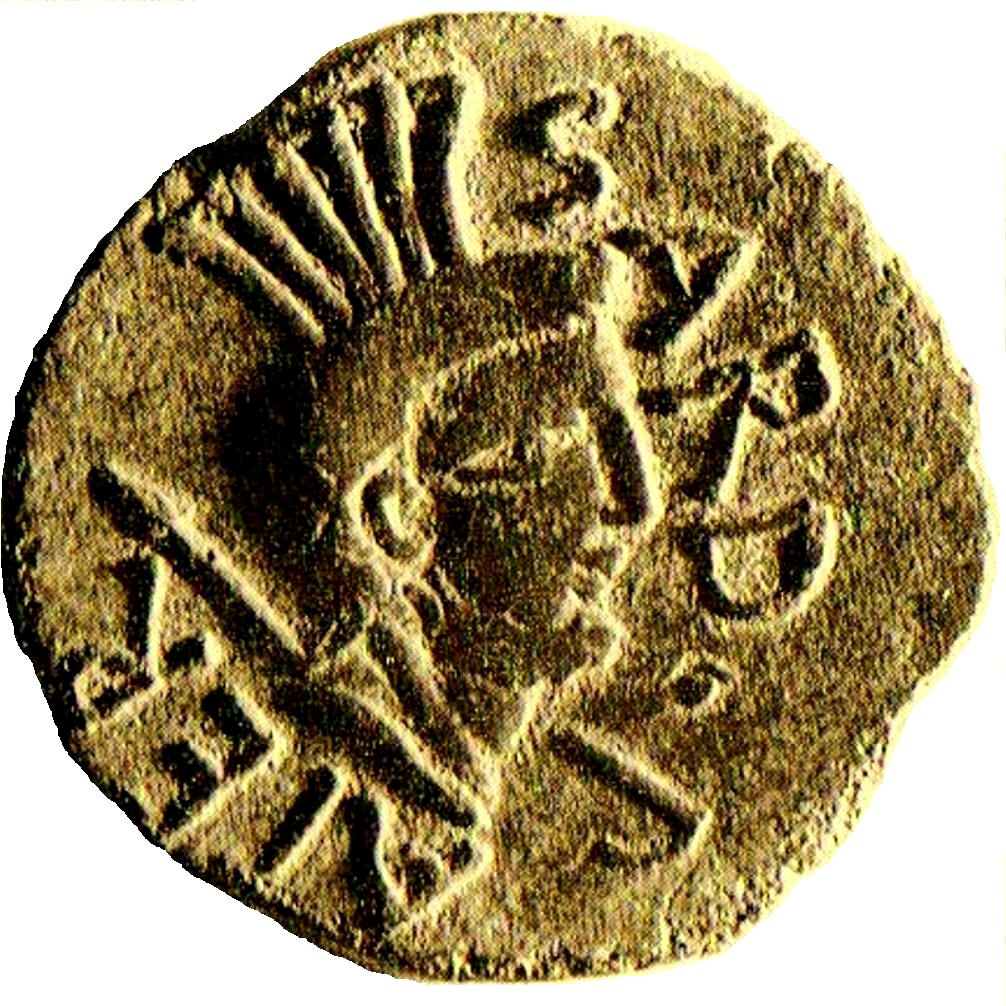
Sardus Pater ábrázolása egy római pénzen (59 Kr.u.)

A „S(a)rd” etnonima a pre-indoeurópai nyelvi alapréteghez tartozik. A név először a Nora kövön jelenik meg, ahol a Šrdn szó bizonyítja a név létezését, amikor az első föníciai kereskedők megérkeztek. Platón Timaiosz műve szerint Szardínia és az ott élő emberek a nevüket az ókori Lüdia királyság fővárosában, Szardeiszben (Σάρδεις) született legendás nőről, Sardoról (Σαρδώ) kapták. Pauszaniasz Periégétész és Caius Sallustius Crispus szerint inkább egy líbiai hős, Sardus Pater ("szardíniai atya"), Hercules fia az, akiről a szigetet elnevezték. Olyan elméletek is voltak, amely az ősi nurág civilizáció szárdjait a Sherden (sardana) tengeri népekkel azonosította. Az elnevezés később latinosodott sardus (nőnem sarda) formában.

## Történelme

### Őskor
Szardíniát először a felső paleolitikum és a mezolitikum alatt gyarmatosították az Ibériai-félsziget és az Appennini-félsziget lakói. A neolitikum és a korai eneolitikum idején, az Olaszországból, Spanyolországból és az Égei-tenger vidékéről telepedtek le emberek Szardínián. A késő eneolitikum és korai bronzkor alatt Dél-Franciaországból és Északkelet-Spanyolországból a harangedényes kultúra majd Közép-Európából új kohászati technikák valamint kerámia stílus terjedt át a szigetre és valószínűleg valamilyen indoeurópai nyelv.

#### Nurág civilizáció

Nurág törzsek eloszlása Ptolemaiosz szerint

A nurági civilizáció a középső bronzkor, és ezen belül a késő Bonnanaro kultúra ideje alatt jött létre, ami mutatja a kapcsolatot az előző harangedényes valamint az észak-olaszországi Polada kultúrával. Abban az időben a sziget lakói három vagy több fő etnikai csoportra oszlottak, amelyek közül a legfontosabb az Iolai dél-közép-alföldön és Barbagiában, a Balari az északnyugati részen és a Corsi Gallurában (és Korzikán). A nurági szárdokat már egyes tudósok összekapcsolták a Sherden úgynevezett tengeri népekkel, akiknek a jelenlétét több ókori egyiptomi feljegyzés igazolja.
A bronzkorban Szardínián beszélt nyelv (vagy nyelvek) ismeretlenek, mivel nincsenek írásos feljegyzések abból az időszakból. Eduardo Blasco Ferrer nyelvész szerint a protoszárd hasonlított a protobaszk és az ősi ibériai nyelvekre, míg mások szerint az etruszkhoz volt hasonló. Megint más tudósok feltételezik, hogy valójában különböző nyelvi területek voltak (kettő vagy több) a nurág Szardínián, valószínűleg egy preindoeurópai nyelvű és egy indoeurópai nyelvű.

### Ókor
Az i. e. 9. században, a föníciaiak városokat és kikötőket alapítottak a sziget délnyugati partja mentén, mint Caralis, Bithia  Sulci és Tharros.
I. e. 6. század vége felé Szardínia déli és nyugati részét elfoglalták a karthágóiak. Az i. e. 3. században, az első pun háborúban a rómaiak elfoglalták az egész szigetet.

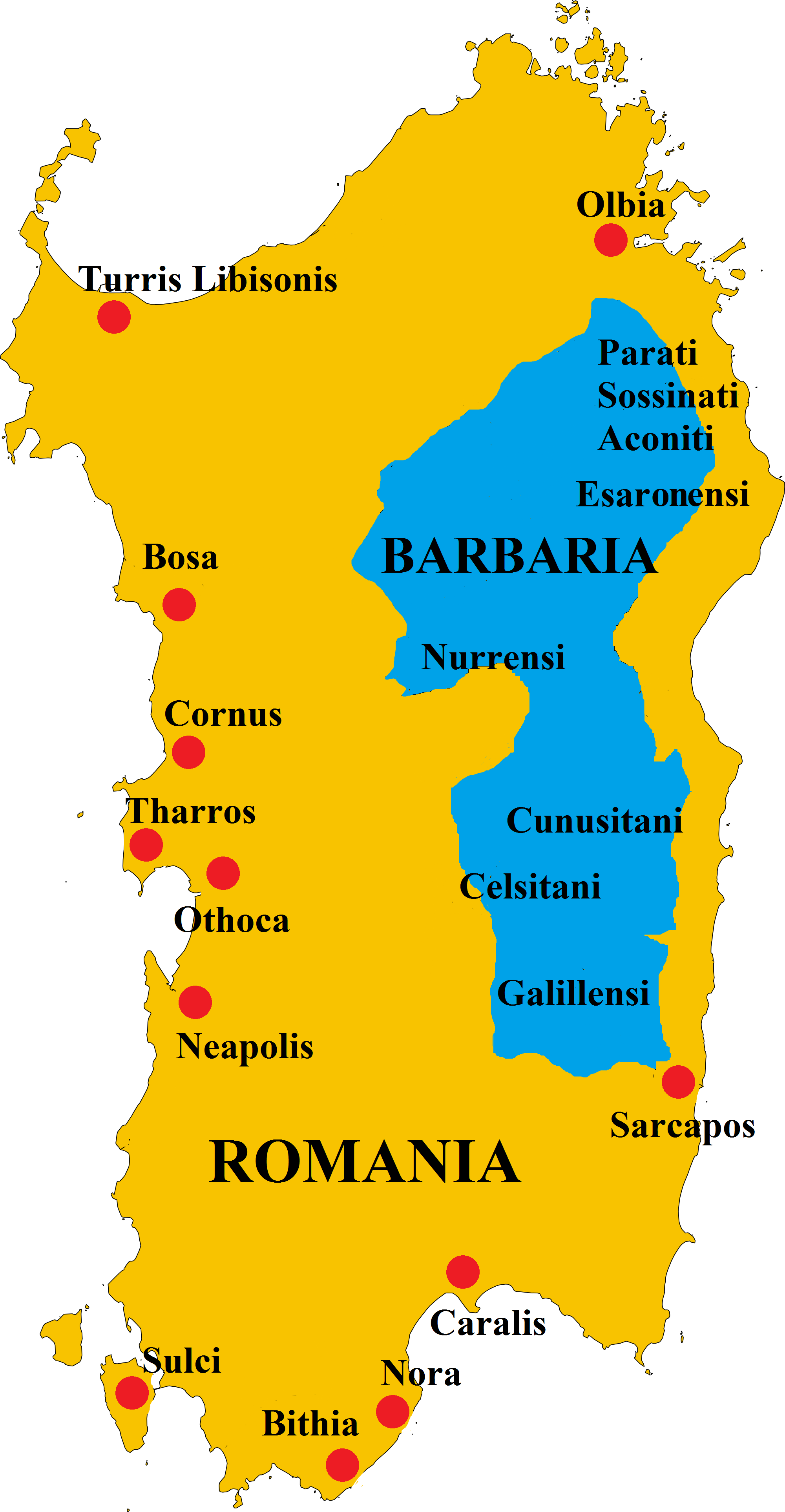
Barbaria (kék) és a rómaiaktól ellenőrzött régiói (sárga)

Szardínia, kivéve a központi hegyvidéki területen, erős "latinosításnak" volt kitéve a római korban, és a modern szárd nyelvet tartják az egyik legkonzervatívabb újlatin nyelvnek. Emellett, a római uralom alatt jelentős volt a bevándorlás az olasz félszigetről. Ókori források felsorolnak több népet akik valószínűleg szárazföldi eredetűek Szardínián, mint a Patulcenses Campani (Campaniából), a faliszkuszok (dél-Etruriából), a Buduntini (Apuliaból), valamint a Siculenses (Szicíliából). Több római kolóniát is létre hoztak, mint Porto Torres (Turris Libisonis) és Usellus. Sztrabón röviden felsorolja a hegyi törzseket Barbariában akik nem voltak hajlandók behódolni a római uralomnak, Geographica V §.7:
Négy hegyvidéki törzs van: a paratosok, a sossinatosok, a balarosok és az akónitek, akik barlangokban laknak, s ha van is némi termőföldjük, azt sem művelik, hanem a földművelők földjeit fosztogatják, részint az ottaniakét, részint pedig áthajóznak a szembelevőkhöz, különösen a pisaiakhoz. A kiküldött hadvezérek részint visszaszorítják őket, majd pedig abbahagyják a dolgot, minthogy nem célszerű állandóan egészségtelen vidéken tartani a hadsereget.

### Középkor
A Nyugatrómai Birodalom bukása után Szardíniát gyors egymásutánban a vandálok, a bizánciak, a keleti gótok majd újra a bizánciak uralták.
A középkorban a sziget négy független királyságra (judikátus) (olaszul:  Giudicati) (szárdul: Judicados) oszlott: Gallura, Logudoro, Arborea és Cagliari. Mindegyik, kivéve az Arboreai Királyságot, a genovai és a pisai tengeri köztársaságok, valamint a két város néhány nemes családjának befolyása alatt volt, mint a Doria és a Della Gherardesca családok. A Doria család alapította Alghero és Castelgenovese (ma Castelsardo), míg a pisaiak Castel di Castro  (ma Cagliari) és Terranova (ma Olbia) városokat. A híres Ugolino della Gherardesca gróf, akit Dante Alighieri megemlít az Isteni színjáték című művében, hozzájárult Villa di Chiesa (ma Iglesias) bányaváros megalapításához, ami egy olasz középkori település lett Sassari és Castel di Castro mellett.
Az Aragóniai Királyság által a Szardínia Pisához tartozó területeinek meghódítása (1323-1326) és a későbbi hosszú konfliktus (1353-1420) nyomán, az újjászületett Szárd Királyság az Aragon korona állama lett. Az aragóniaiak újra benépesítették Castel di Castro és Alghero városokat ibériai telepesekkel, főleg katalánokkal. Az algherói katalánt (algherese), a katalán helyi nyelvjárását még ma is beszélik Alghero városában.

### Jelenkor
A 16. és a 17. században a főbb szardíniai városok Cagliari, Alghero és Sassari az akkori kereskedelmi utak mentén helyezkedtek el. A kozmopolita összetételük is bizonyítékot szolgáltat erre, a lakosság nem csak őshonos, hanem Spanyolországból, Liguriából, Franciaországból és Korzikából származnak. Különösen Sassariban és a sávban amelyben Anglona és Gallura is található, a lakosság többsége korzikai, legalábbis a 15. századtól. Ez a migráció a szomszédos szigetről vezetett valószínűleg a toszkán-hangzású sassari nyelv és az észak szardíniai (gallur) nyelvjárás kialakulásához.
A spanyol korszak 1713-ban ért véget, amikor az egész szigetet átengedték az osztrák Habsburg-háznak, majd egy másik átadás következett 1718-ban a Savoyai hercegnek, aki felvette a "Szardínia királya" címet. 1861-ben az újjászerveződés Risorgimento keretében a Piemonti Királyság egybecsatolódott az itáliai félszigettel és Szicíliával s így megalakítva az Olasz Királyságot.

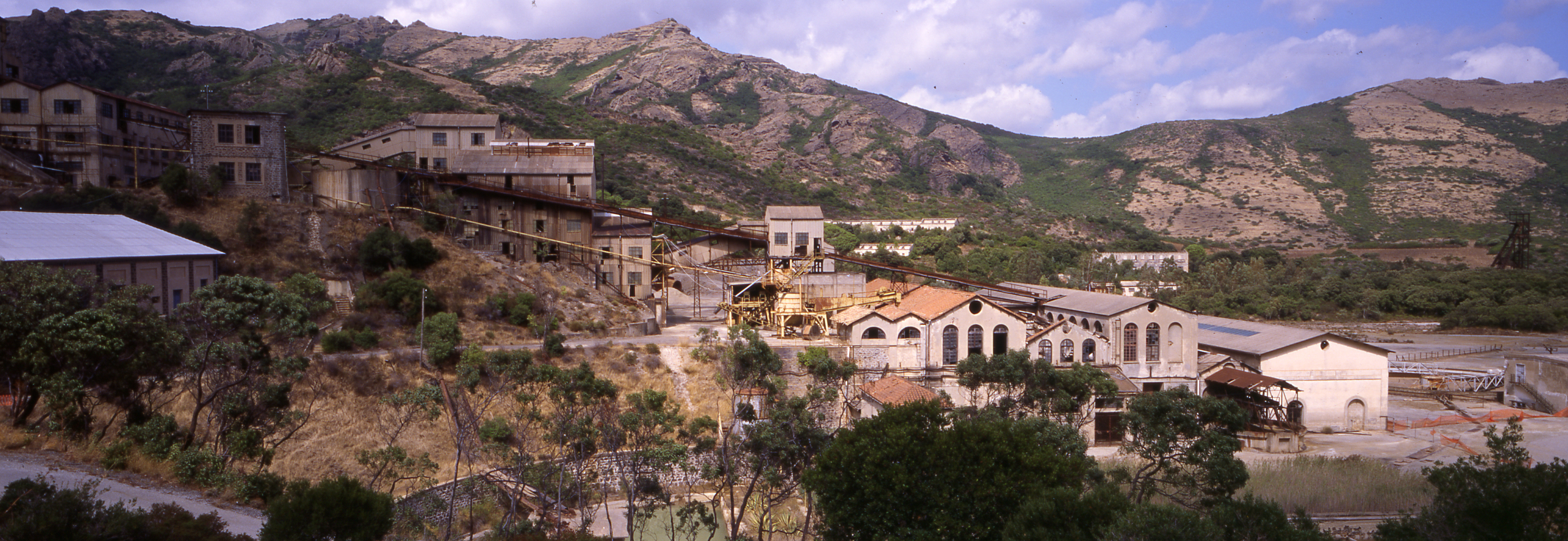
Montevecchio bánya

A szardíniai bányák 1850-es átszervezése után jelentős bevándorlás indult meg az olasz szárazföldről, főleg Lombardia, Piemont, Toszkána és Romagna régiókból. Szerint Az 1882-es népszámlálás szerint a Délnyugat-Szardínia bányáiban dolgozó 10000 bányásznak az egy harmada az olasz félszigetről való volt.
A 19. század végén a Szicília, Torre del Greco (Campania) és a Ponza (Lazio) közösségek halászai a sziget keleti partjain fekvő Arbatax / Tortolì, Siniscola és La Maddalena városokba települtek át.
A 20. században, a fasiszta időszakban (1922-1943), nagy migrációs mozgások voltak az olasz félszigeten a kormányzati politika következtében. Sok ember jött Venetóból és Marcheból, Abruzzoból és Szicíliából a szigetre, különösen az új bányavárosba Carboniába és a falvakba Mussolinia di Sardegná-ba  (most Arborea) és Fertiliába. Ezen kívül a második világháború után, az isztriai olasz menekülteket a sziget északnyugati partvidékére a Nurra vidékre telepítették.
Az "olasz gazdasági csoda" nyomában egy történelmi migráció indult meg a part-menti városok Cagliari, Sassari, Alghero, Porto Torres és Olbia felé, amelyek ma a legtöbb lakost számlálják.

## Demográfia
A népsűrűség 69 fő/km2, alig több mint egyharmada az országos átlagnak. Szardínia a negyedik leggyérebben lakott régiója Olaszországnak. Ellentétben az általános olasz trenddel a nagyobb települések elsősorban nem a part mentén, hanem a sziget középső részén épültek. Történelmi okok között említhetők az állandó szaracén rajtaütések valamint a széleskörű pásztor tevékenység amely jobb legelőket igényelt a sziget belsejében. A helyzet megfordult a tengerparti turizmus megindulásával, ma Szardínia minden nagyobb városa a part közelében található, míg a sziget belseje nagyon gyéren lakott.
Ennek a régiónak van a legöregebb népessége a világon, a legalacsonyabb teljes termékenységi arányszám (1,087 az egy nőre jutó születések száma) és Olaszországban a második legalacsonyabb születési arányszámmal. Ugyanakkor a népesség nőtt az elmúlt években, a tömeges bevándorlásnak köszönhetően.

### Földrajzi eloszlás
A legtöbb őshonos szárd a szigeten él, de már számottevő telepedett le közülük Szardínián kívül. A becslések szerint 1955-1971 között 308 000 szárd emigrált az olasz szárazföldre. Jelentős szardíniai települések találhatók Piemont, Liguria, Lombardia, Toszkána és Lazio régiókban.
Szintén számos szárd származású él Németországban, Franciaországban, Belgiumban és Svájcban.
A tengerentúlra emigrált szárdok majdnem mind Dél-Amerikában telepedett le, főleg Argentínában, Uruguayban és Brazíliában.
Kisebb számú szárd illetve szárd leszármazottak vannak az Egyesült Királyságban és Ausztráliában.
A Szardínia régió nyilvántartást vezet a tengerentúli szárdokról és számos egyesületet hozott létre azzal a céllal, hogy azok megőrizhessék szárd kultúrájukat.
| Szárdok Európában (2008) | Szárdok Európában (2008) | Szárdok Európában (2008) |
| ------------------------ | ------------------------ | ------------------------ |
| Németország              | 27 184                   |                          |
| Franciaország            | 23 110                   |                          |
| Belgium                  | 12 126                   |                          |
| Svájc                    | 7 274                    |                          |
| Hollandia                | 6 040                    |                          |
| Többi országok           | 17 763                   |                          |
| Összesen                 | 93 497                   |                          |

Az olasz emigrációval ellentétben amely főleg férfiakból áll, a szárd kivándorlók egyenlő számban voltak férfiak és nők.

### Vezetéknevek
Leggyakoribb vezetéknevek:
1. Sanna
2. Piras
3. Pinna
4. Serra
5. Melis
6. Carta
7. Manca
8. Meloni
9. Mura
10. Lai
11. Murgia
12. Porcu
13. Cossu
14. Usai
15. Loi
16. Marras
17. Floris
18. Deiana
19. Cocco
20. Fadda

## Kultúra

### Nyelvek

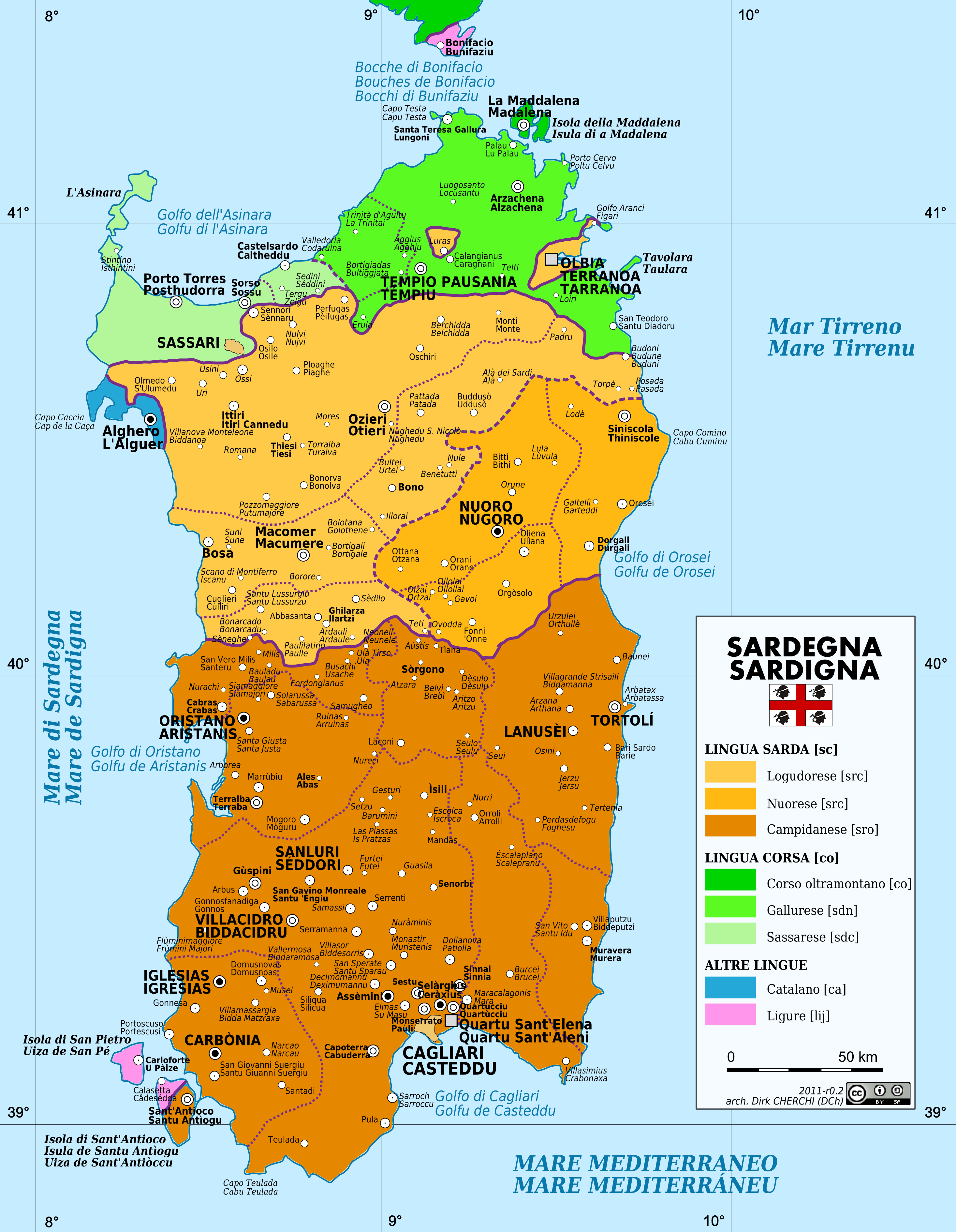
A nyelvek földrajzi eloszlása Szardínia szigetén

Az olasz nyelv mellett, amely először 1760-ban lett hivatalos nyelv, a szárd (Sardu) a második legelterjedtebb nyelv a szigeten. Mivel az oktatási rendszer meglehetősen merev és erősen korlátozta a szardíniai fiatalok anyanyelvi tanulási lehetőségeit, azok akiknek a szárd az első nyelve ma már kisebbségben vannak saját szigetükön. A szárd nyelv ugyanazokkal a problémákkal küzd a túlélésért mint az többi kisebbségi nyelv Európa-szerte. Ezért, mindkét fő szardíniai nyelvjárás (logudorói és campidanói) határozottan veszélyeztetettnek lett nyilvánítva az UNESCO által. A Szardínián beszélt többi nyelv is veszélyeztetett, de azokat sokkal kevesebben beszélik mint az előbbieket. Ezek közé tartoznak a sassari (Sassaresu), a galluriai (Gadduresu), az algherói katalán (Alguerés) és a tabarchino-ligur (Tabarchin).

### Zászló

A szardíniai zászló

Az úgynevezett négy mór zászló a történelmi és a hivatalos zászló Szardínián. A zászlót Szent György keresztje osztja négybe és mindegyik negyedben egy fehér kendőt viselő mór látható. Eredetét homály fedi, de feltételezik, hogy vagy az Aragóniai Királyság mórok felett aratott négy győzelmét jelképezi, vagy pedig az 1096-os alcorazi csata emlékére készült.

### Nemzeti nap
Szardínia nemzeti napja (Sa die de Sa Sardigna) április 28-án van, amely megemlékezés az 1794-1796 között lezajlott antifeudális felkelésekre, amikor kivégezték vagy kiutasították a Savoyai-ház tisztségviselőit. A nemzeti nap hivatalosan is elismert 1993. szeptember 14 óta.

### Vallás
A szardíniaiak túlnyomó többsége keresztény (római katolikus), azonban a templom látogatottság itt az egyik legalacsonyabb Olaszországban (21,9%).
A Bonariai Miasszonyunk (Nostra Signora di Bonaria) Szardínia védőszentje.

### Népviselet
Az alapmodell homogén és közös az egész szigeten, de minden városnak és falunak meg van a saját hagyományos ruházata, amely megkülönbözteti a többitől.
A legtöbb helyen Szardíniában 20. század közepéig a népviselet volt a mindennapi öltözék, sőt a sziget különböző részein még ma is lehet találkozni népviseletbe öltözött idősebb emberekkel.

Különböző helységek tipikus szárd népviselete
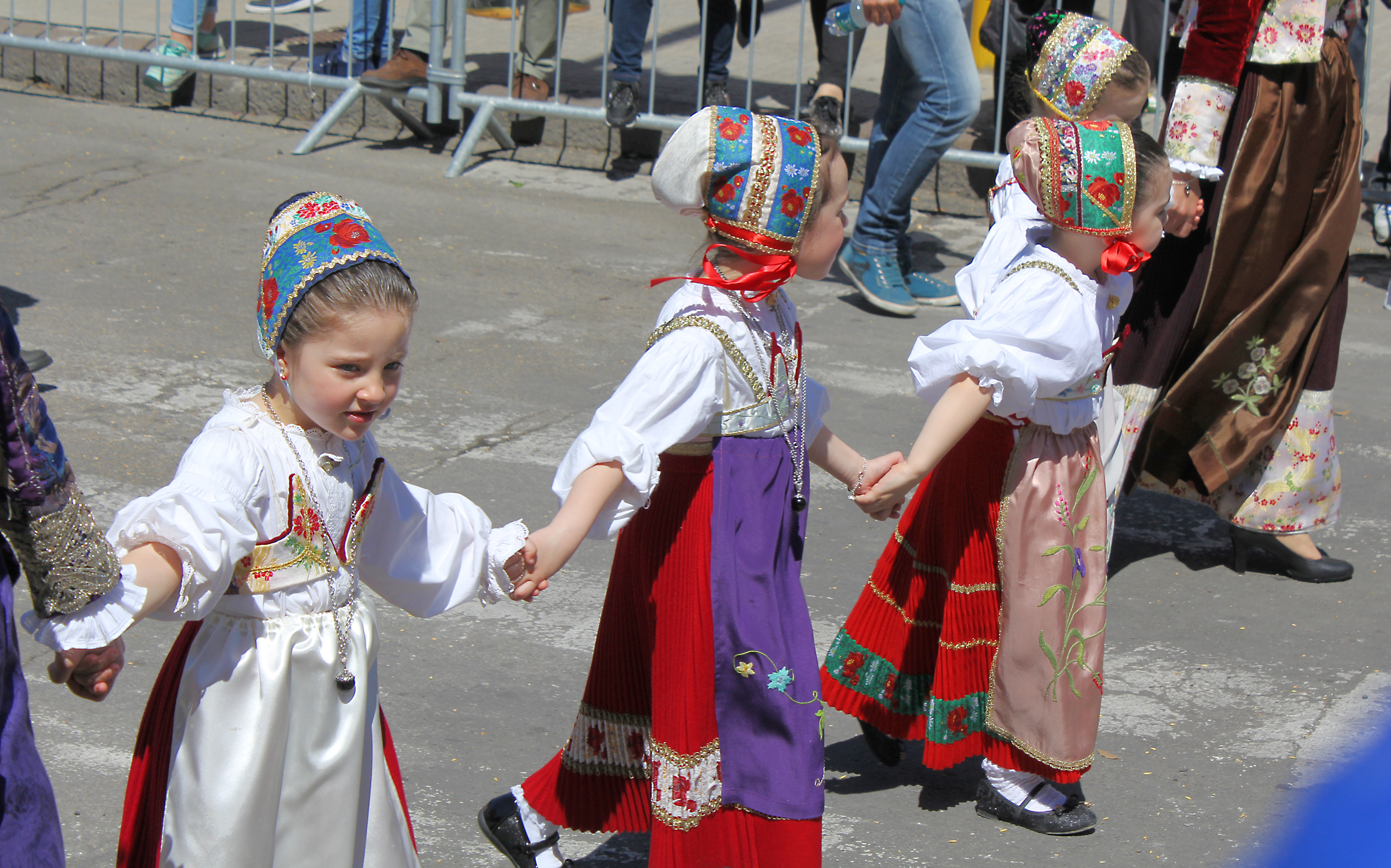
Ovodda
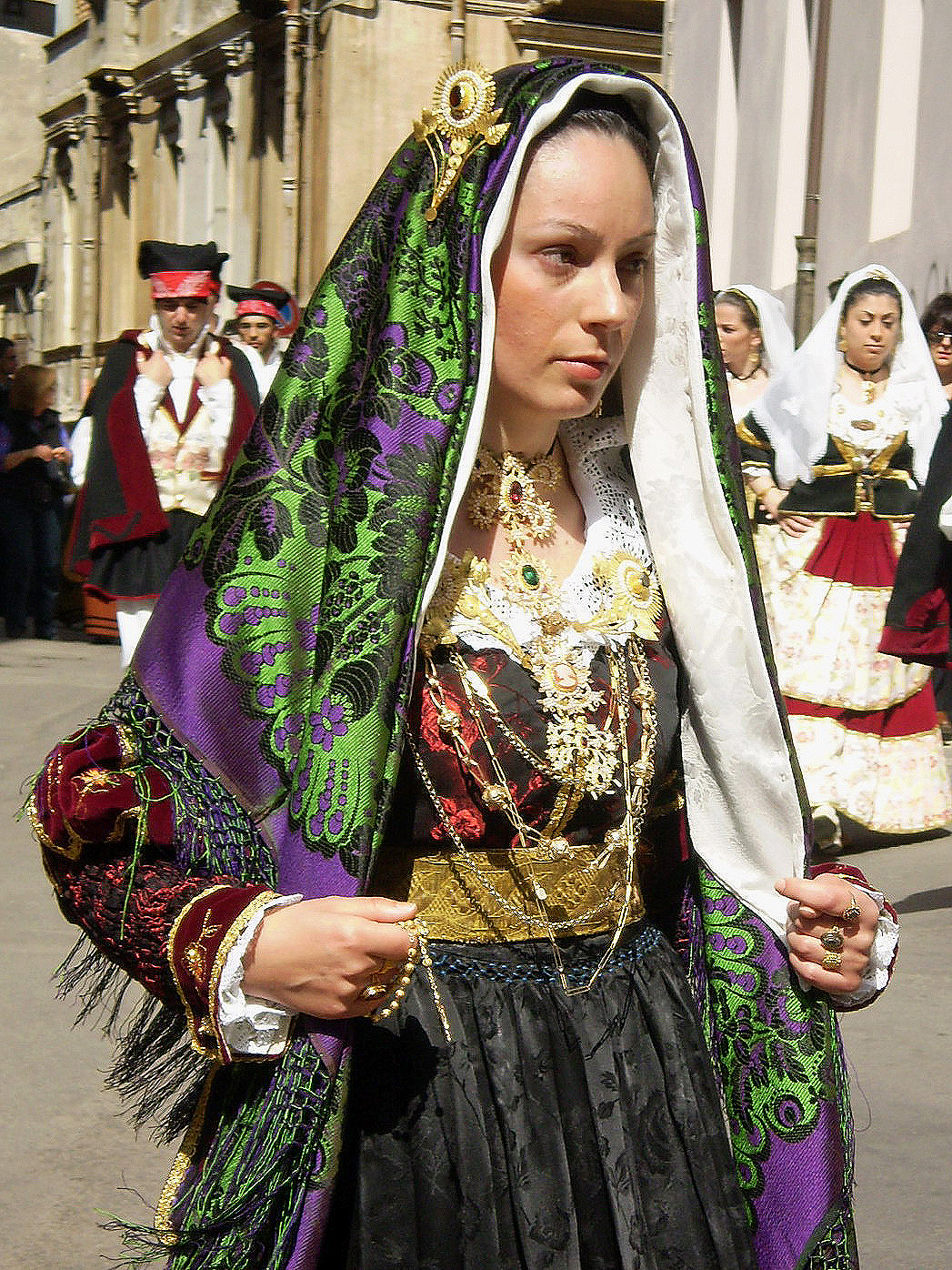
Maracalagonis
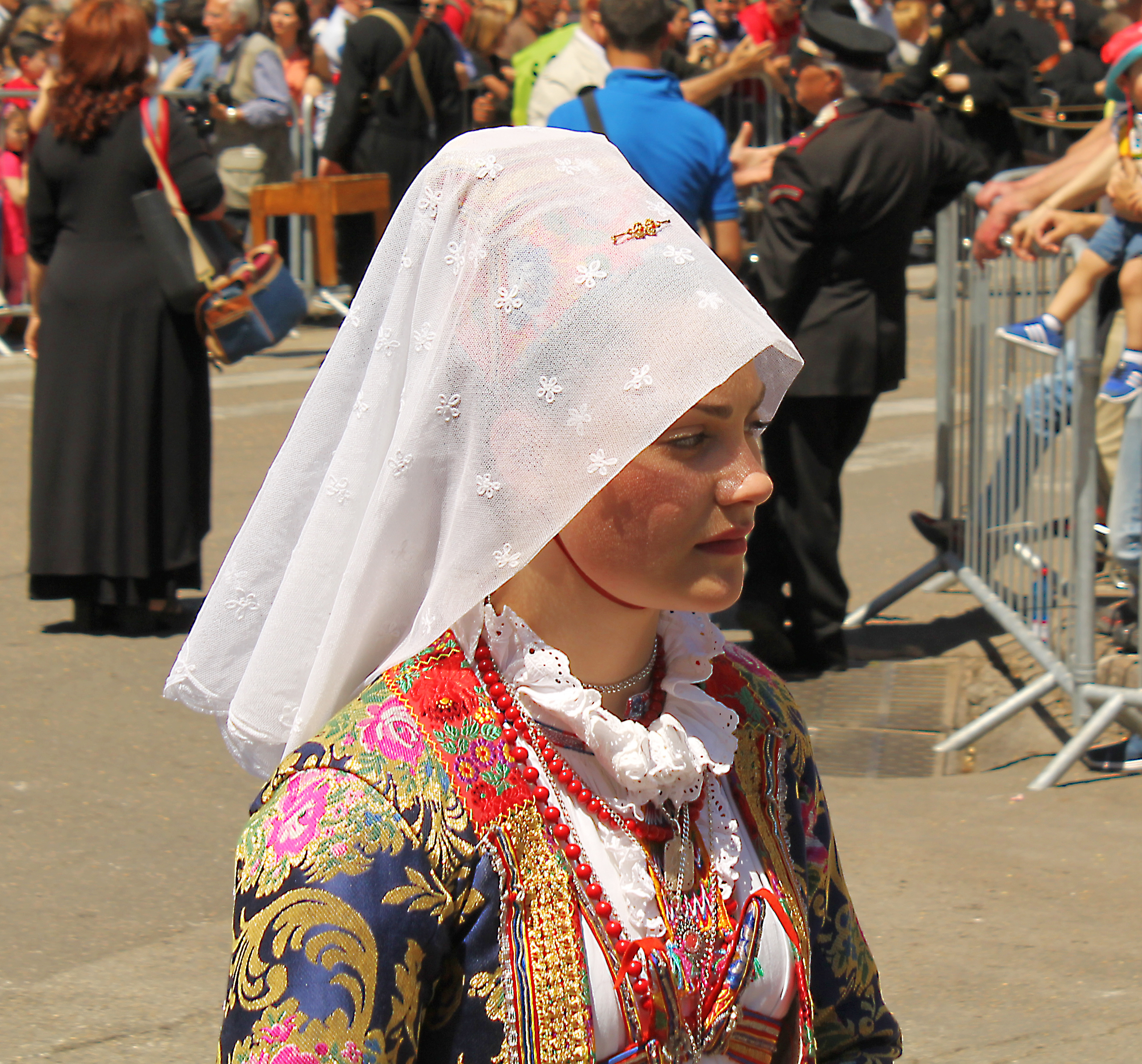
Ollolai
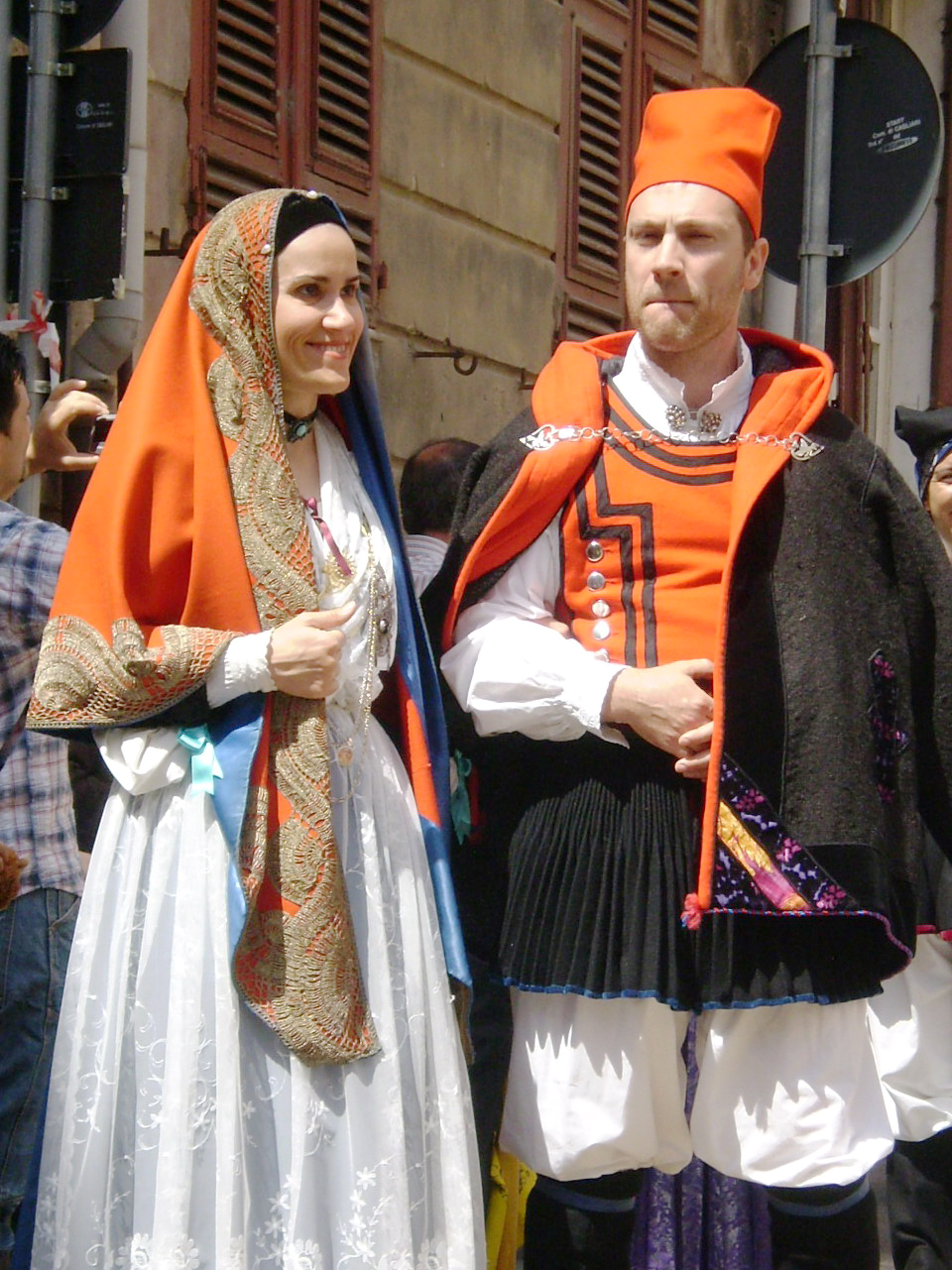
Cagliari
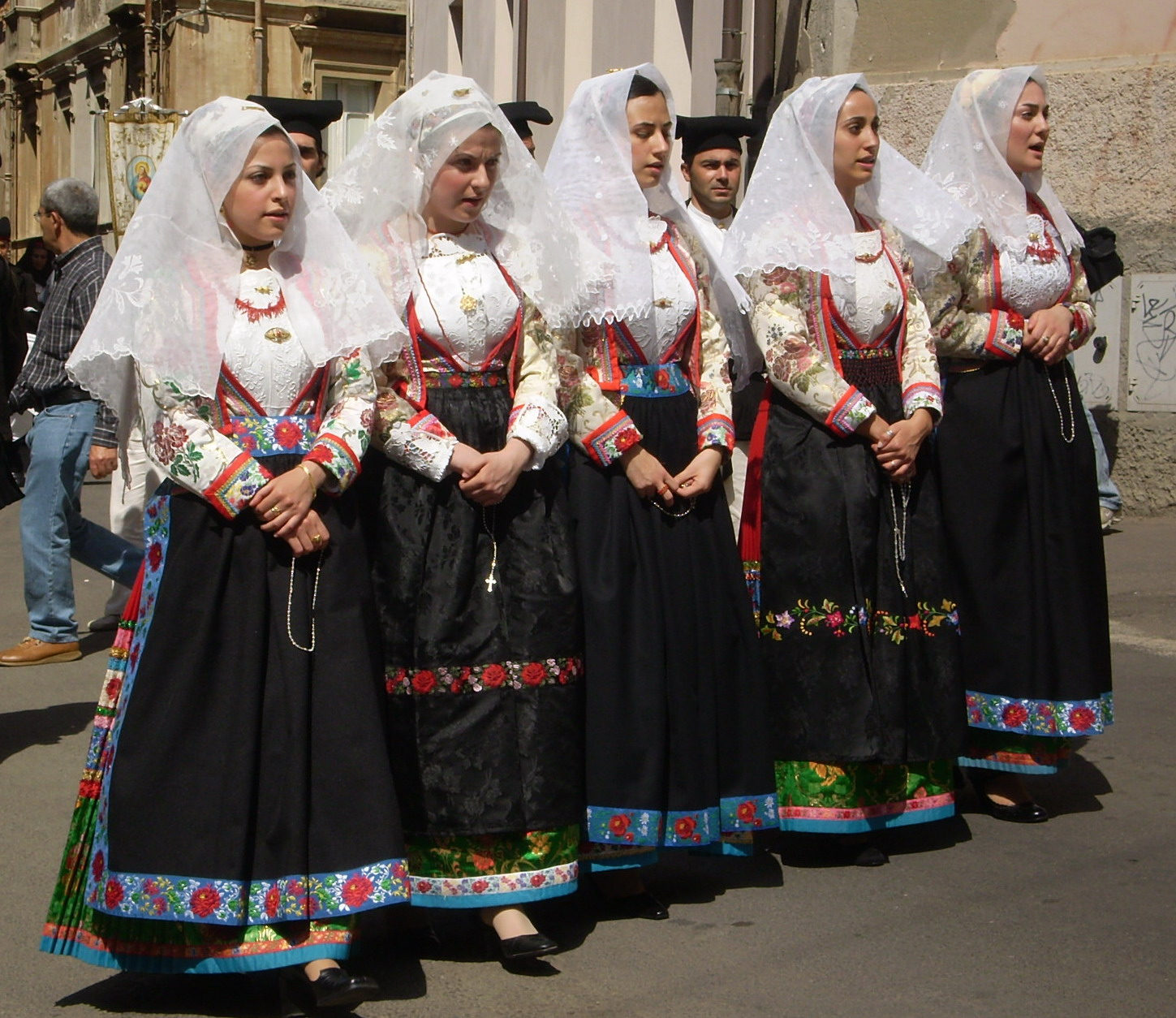
Busachi
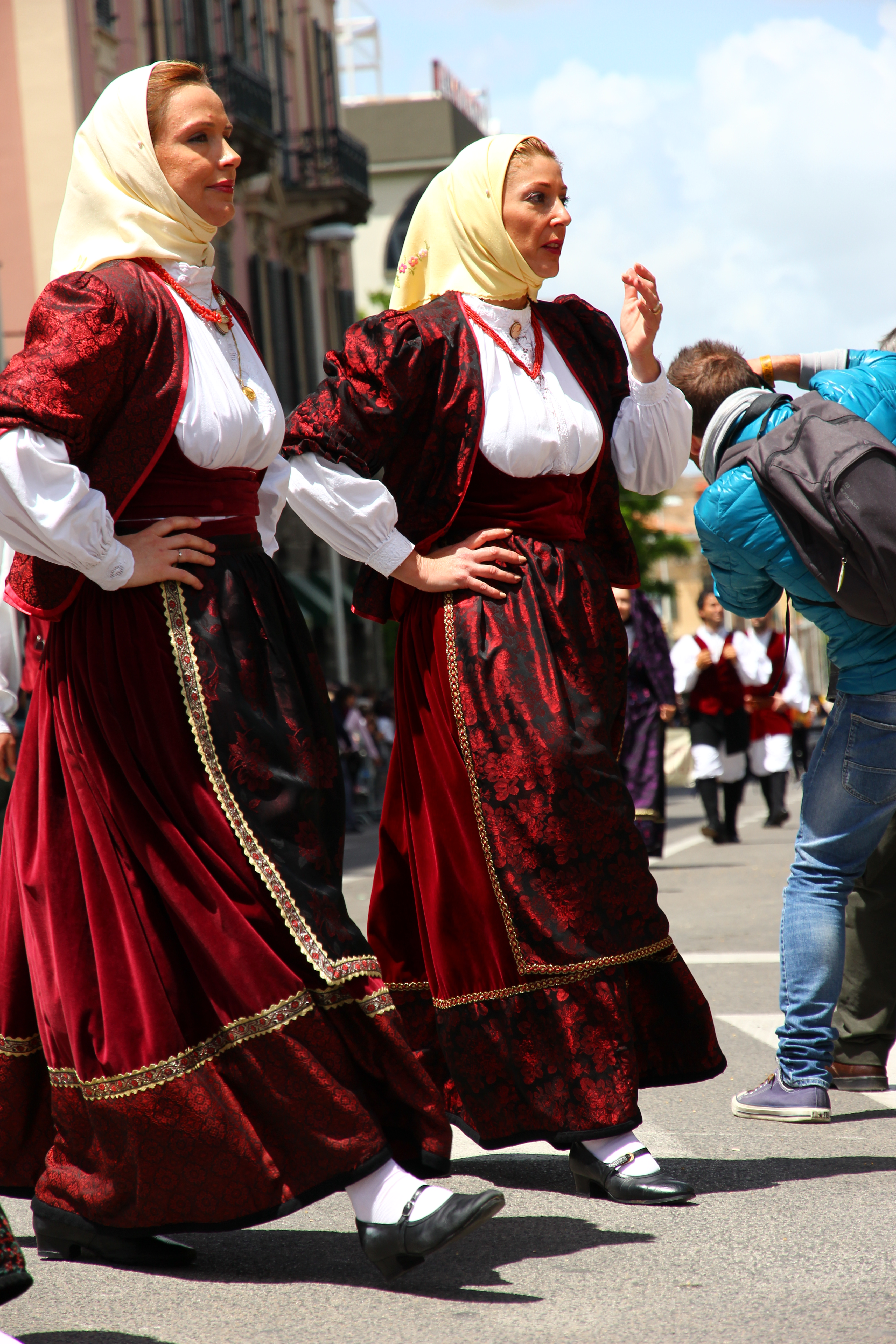
Olbia
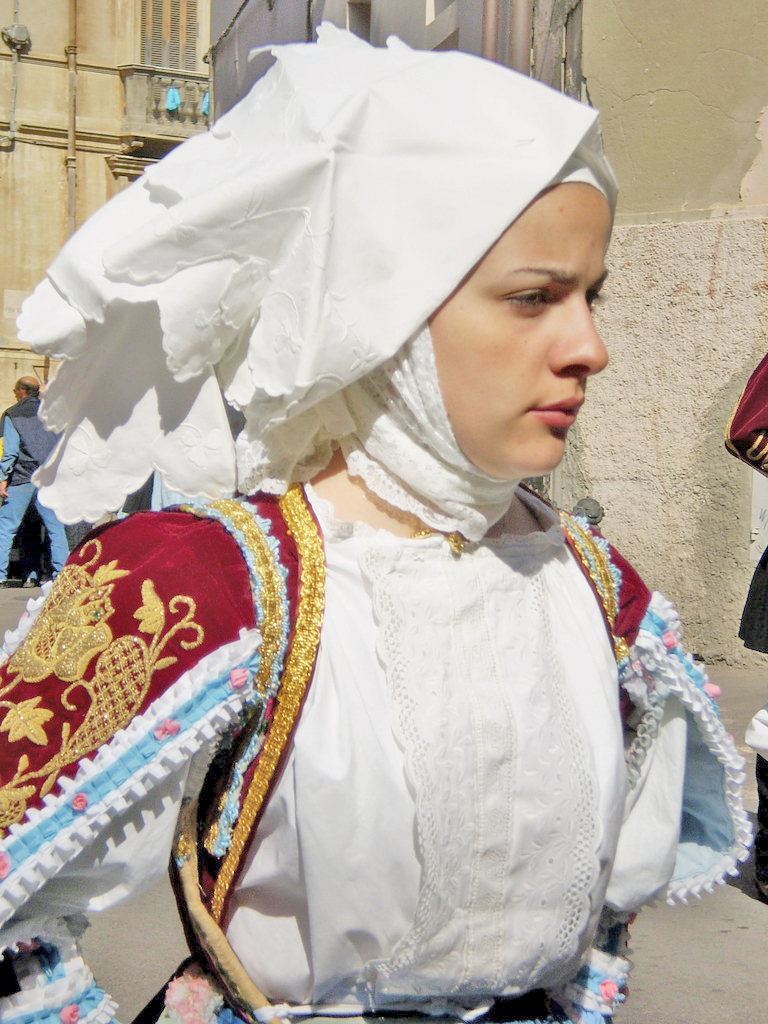
Sennori
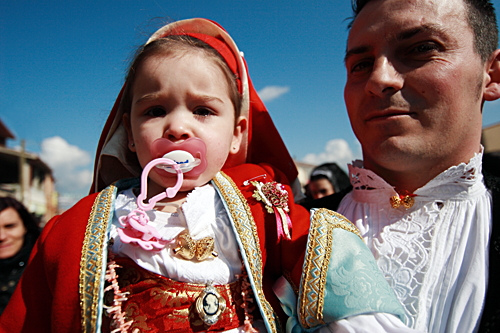
Oristano
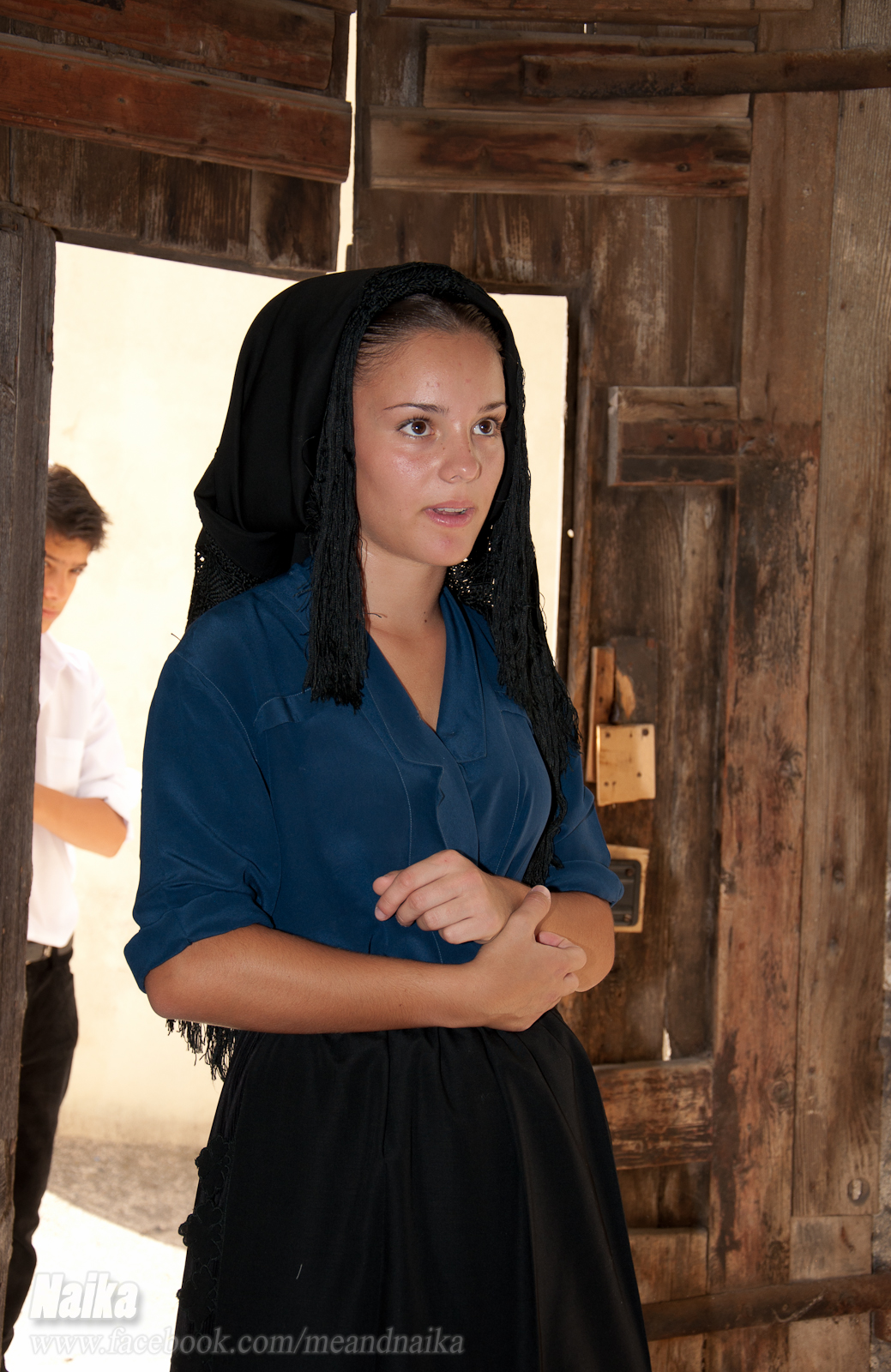
Dorgali
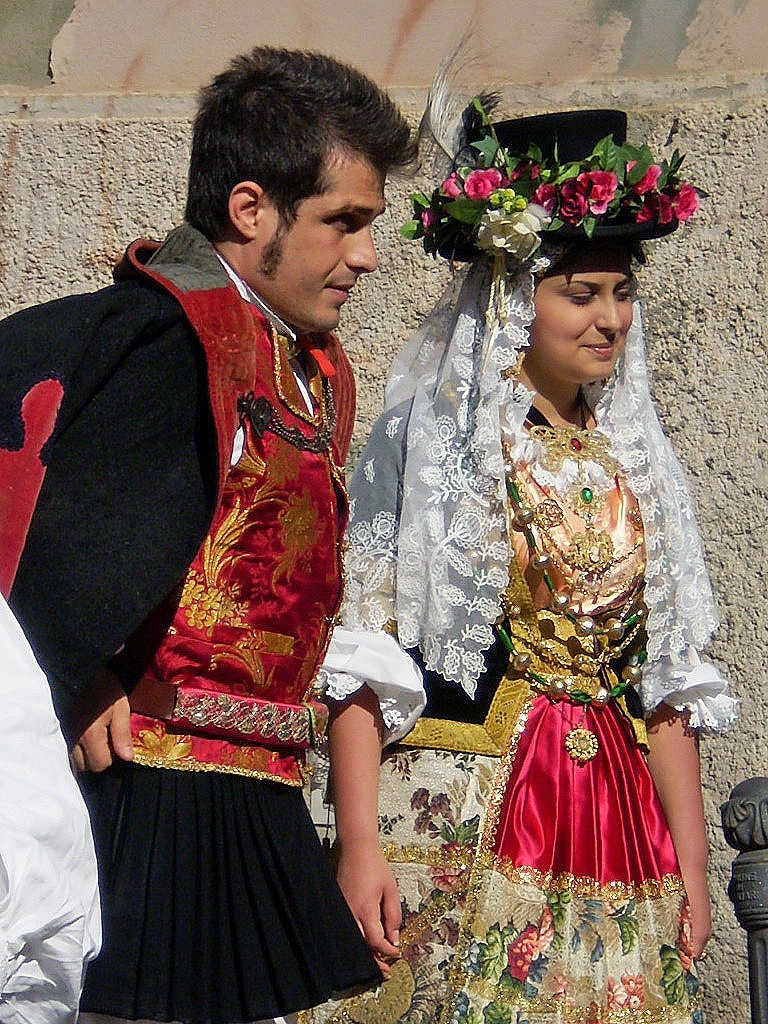
Quartu Sant'Elena
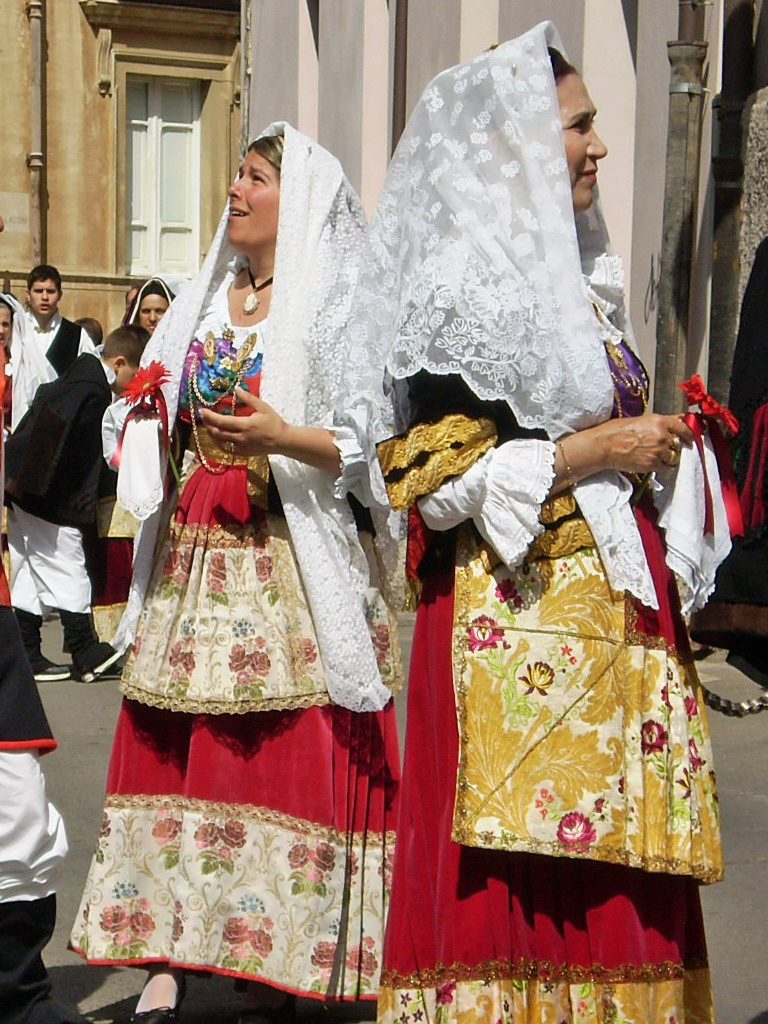
Selargius
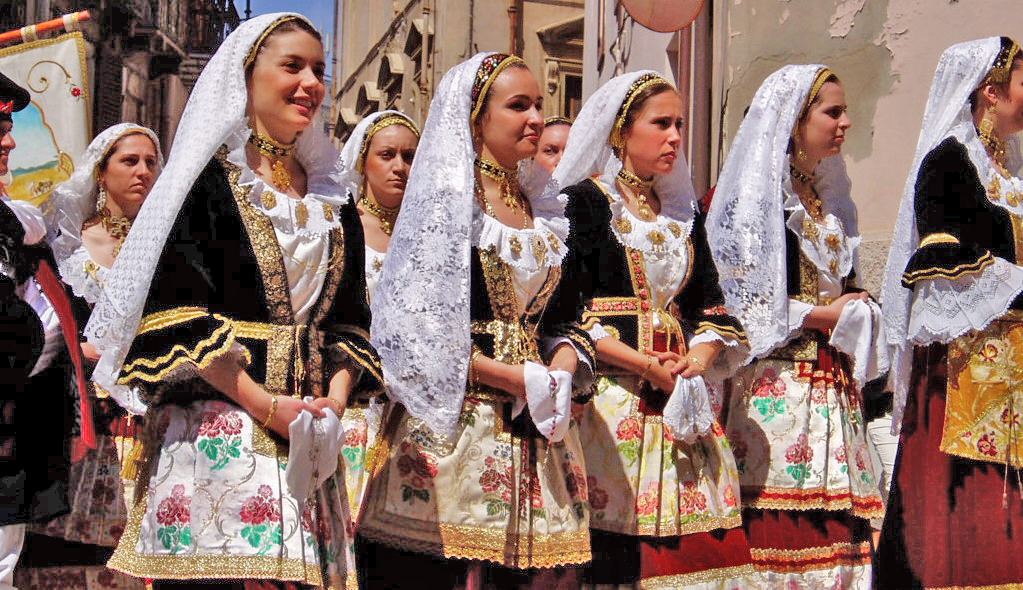
Selargius
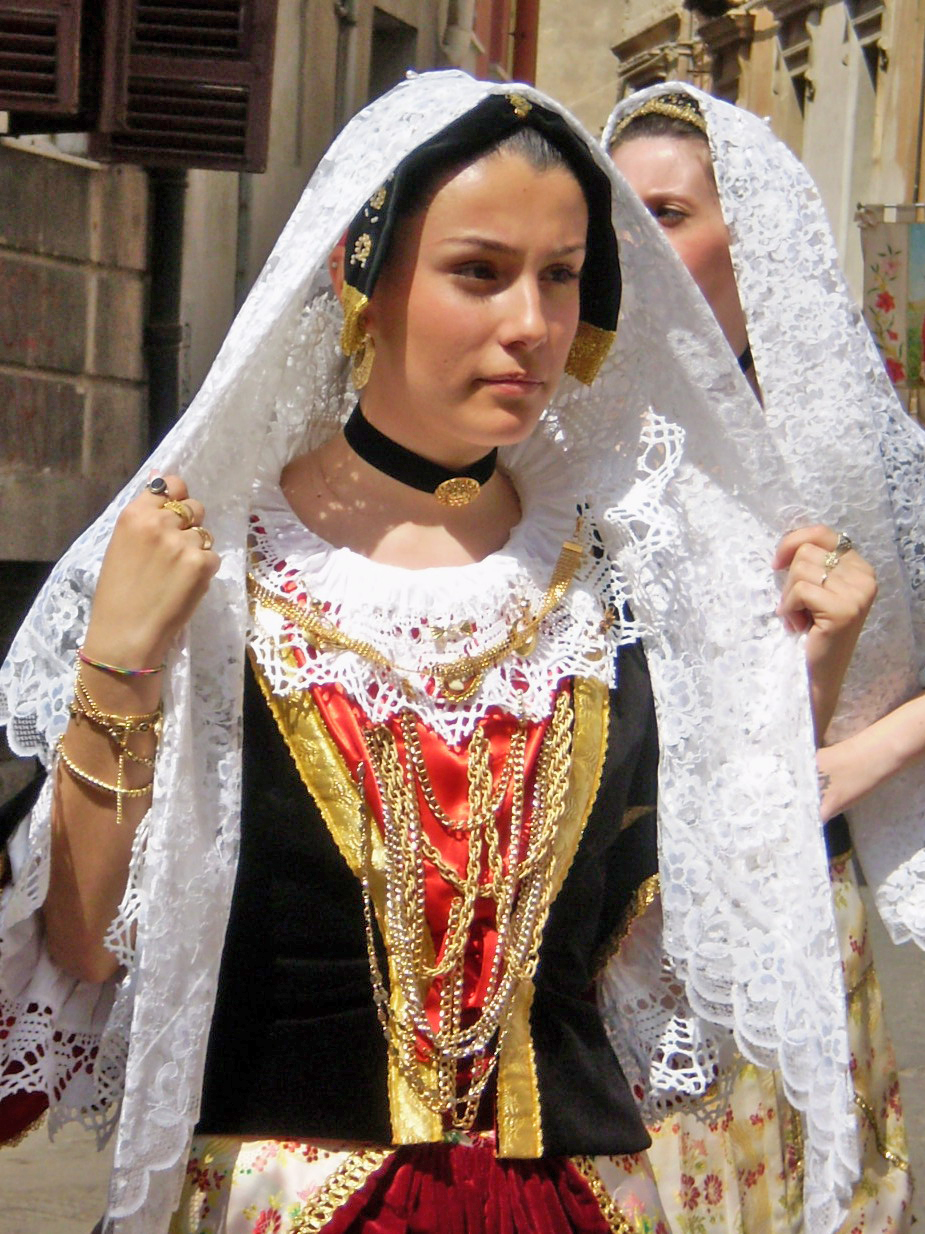
Settimo San Pietro
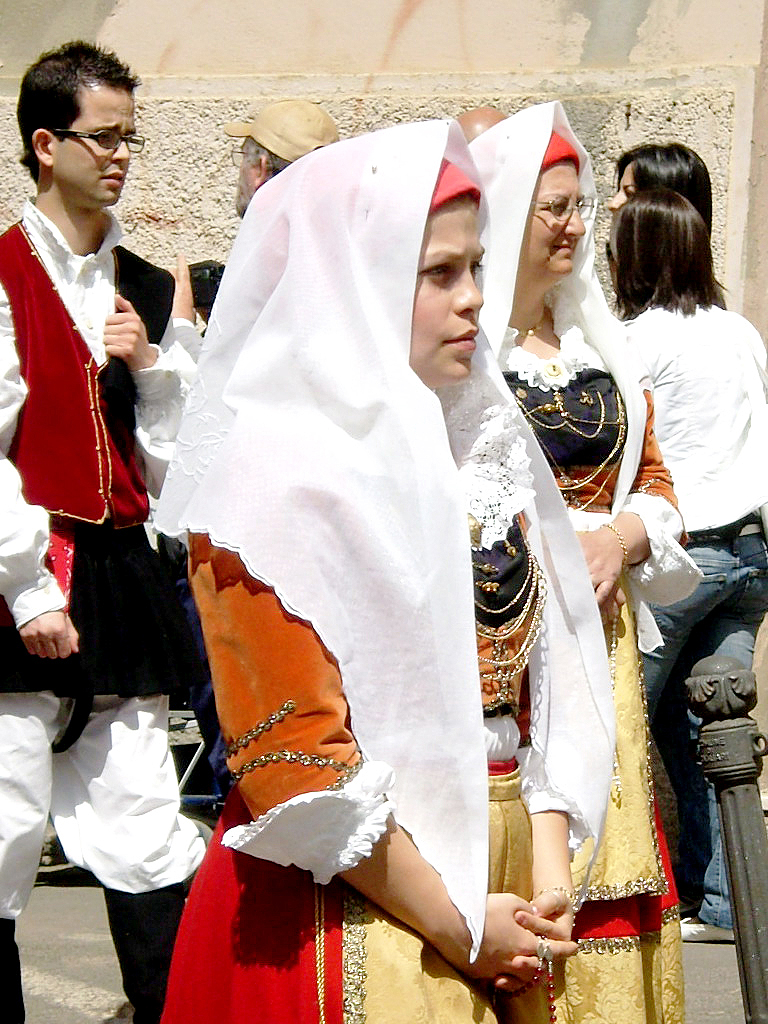
Dolianova
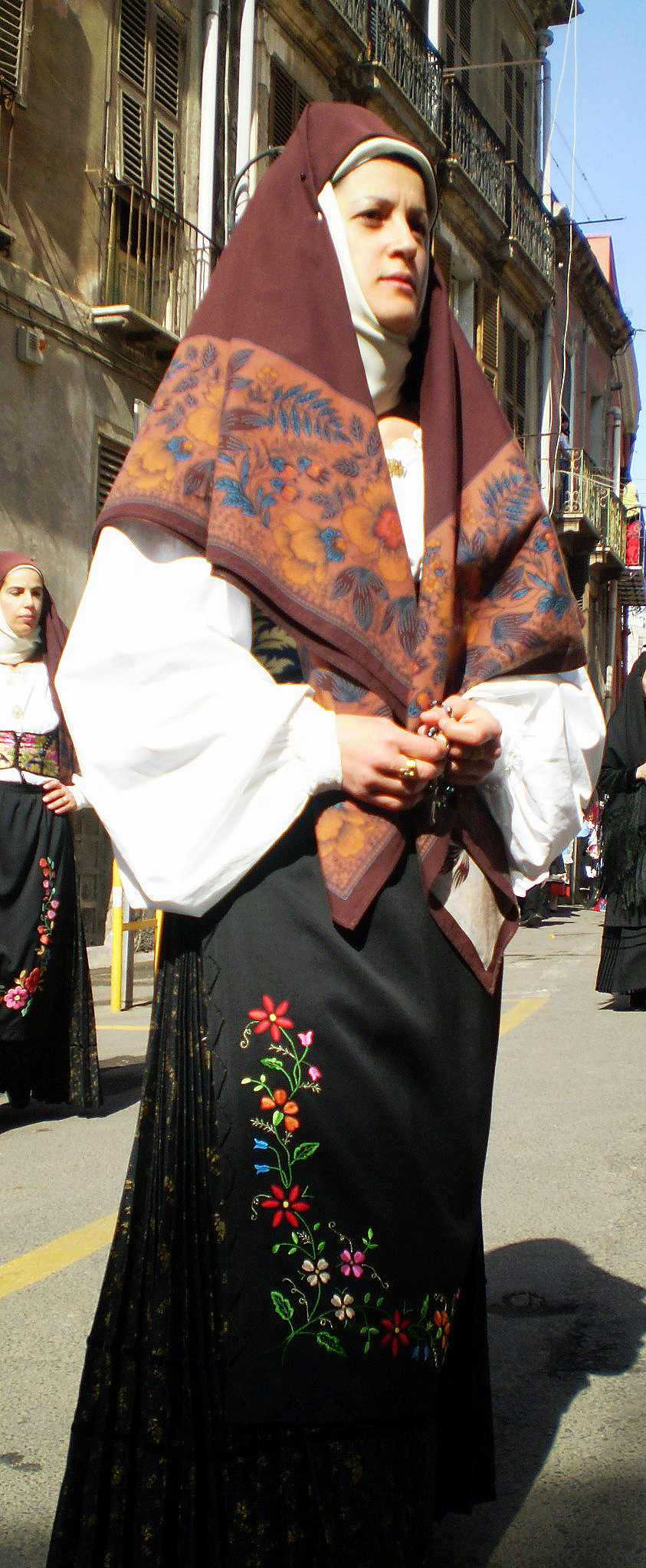
Nuragus
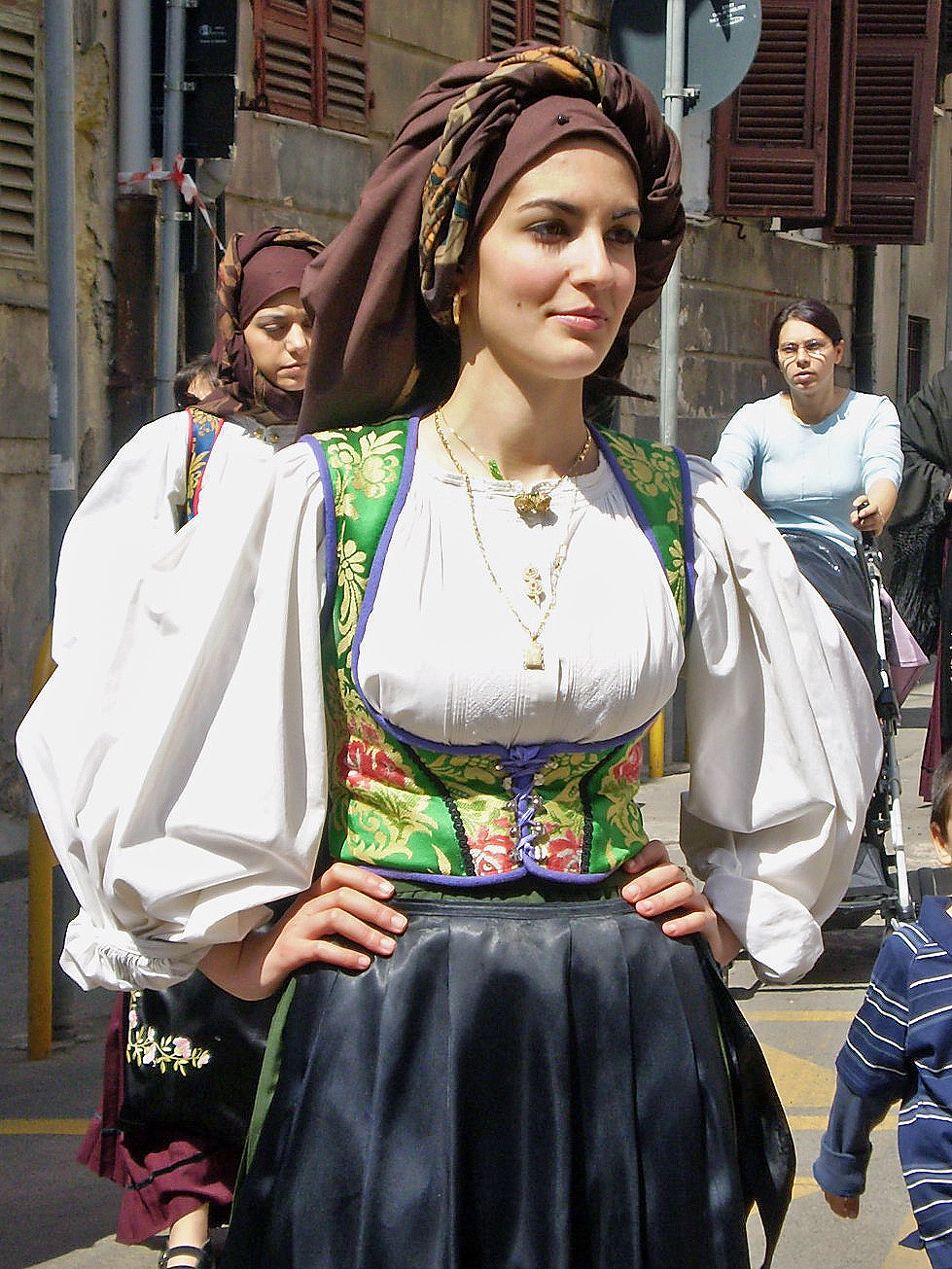
Laconi
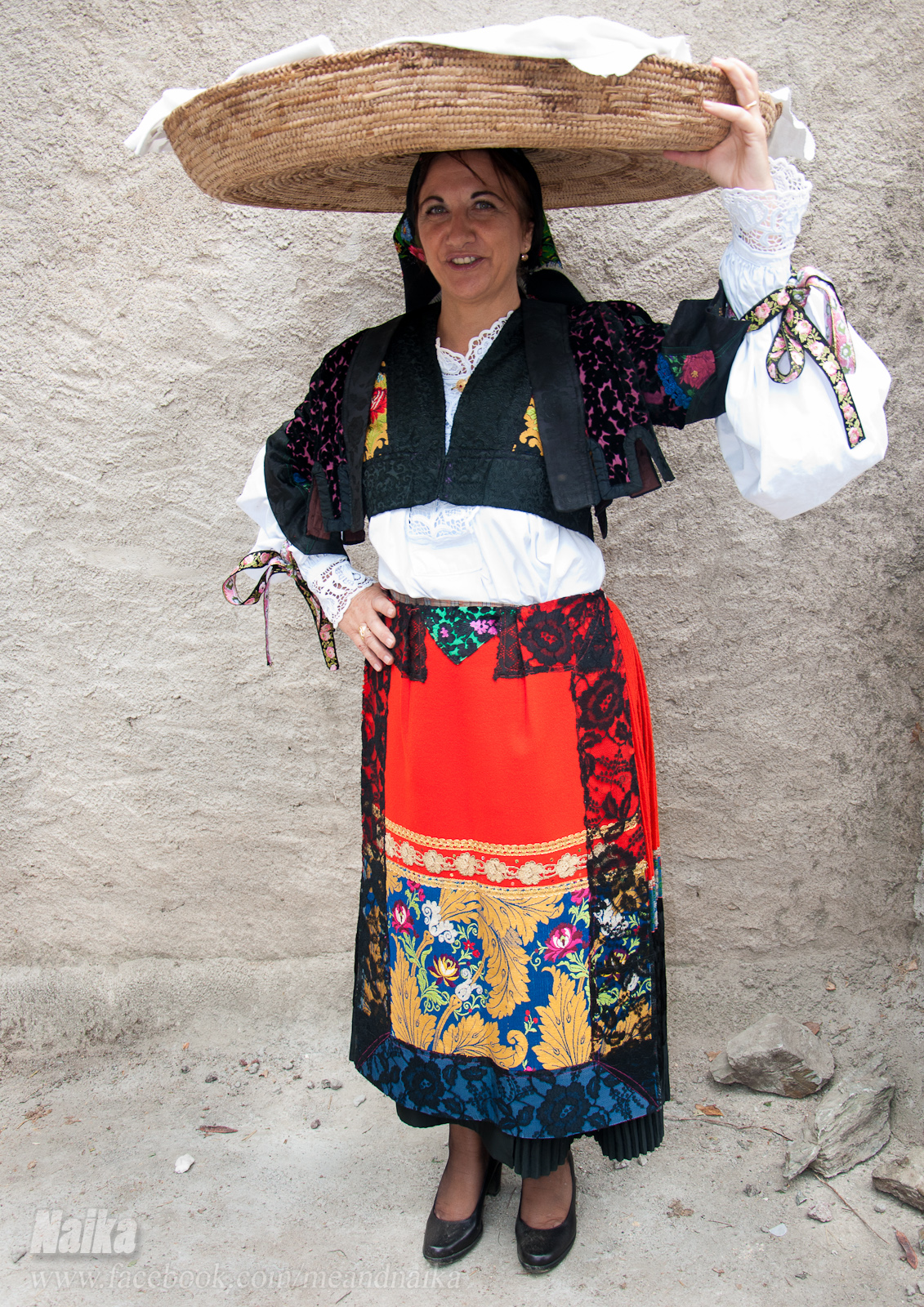
Tonara
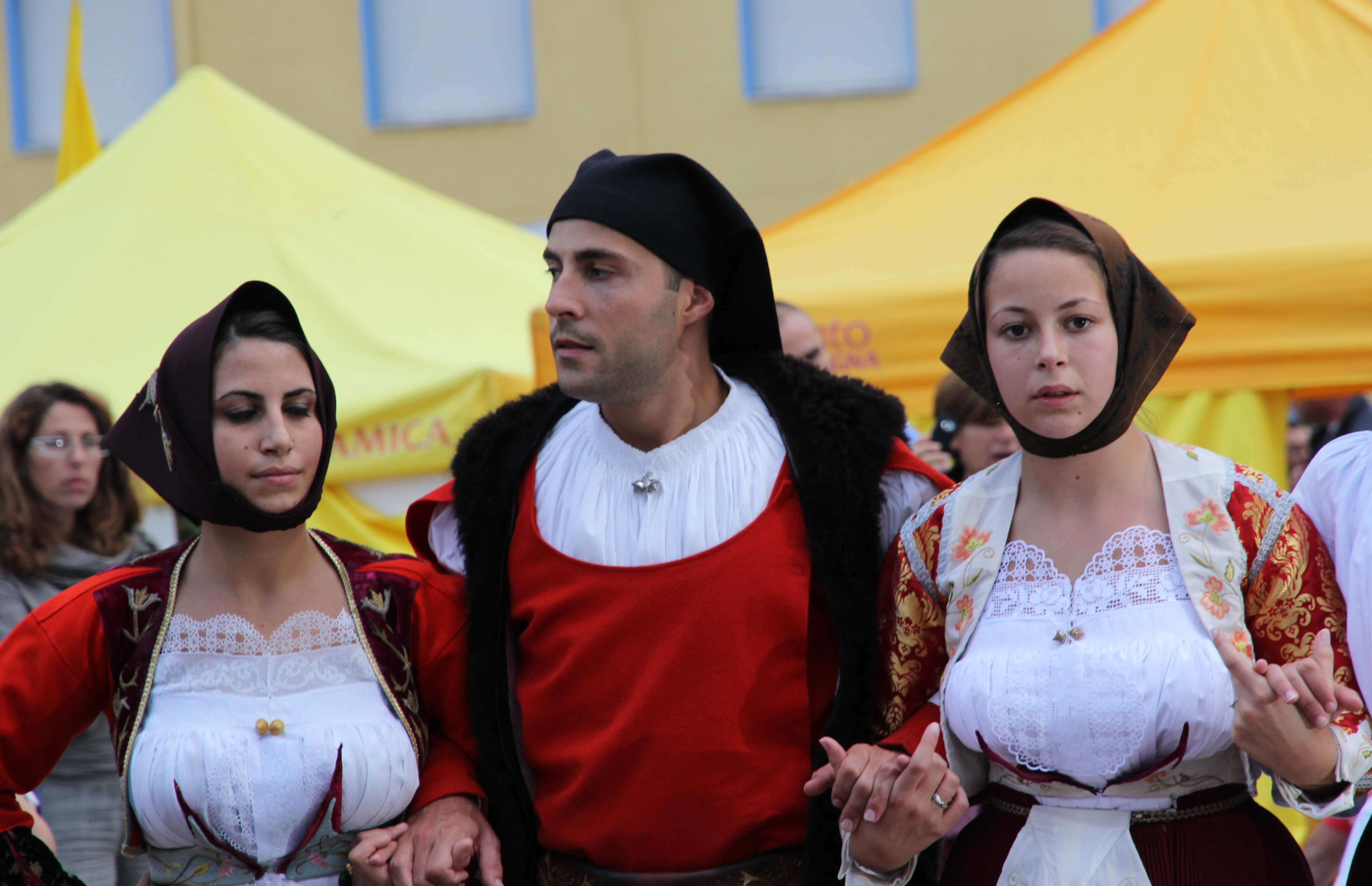
Fonni
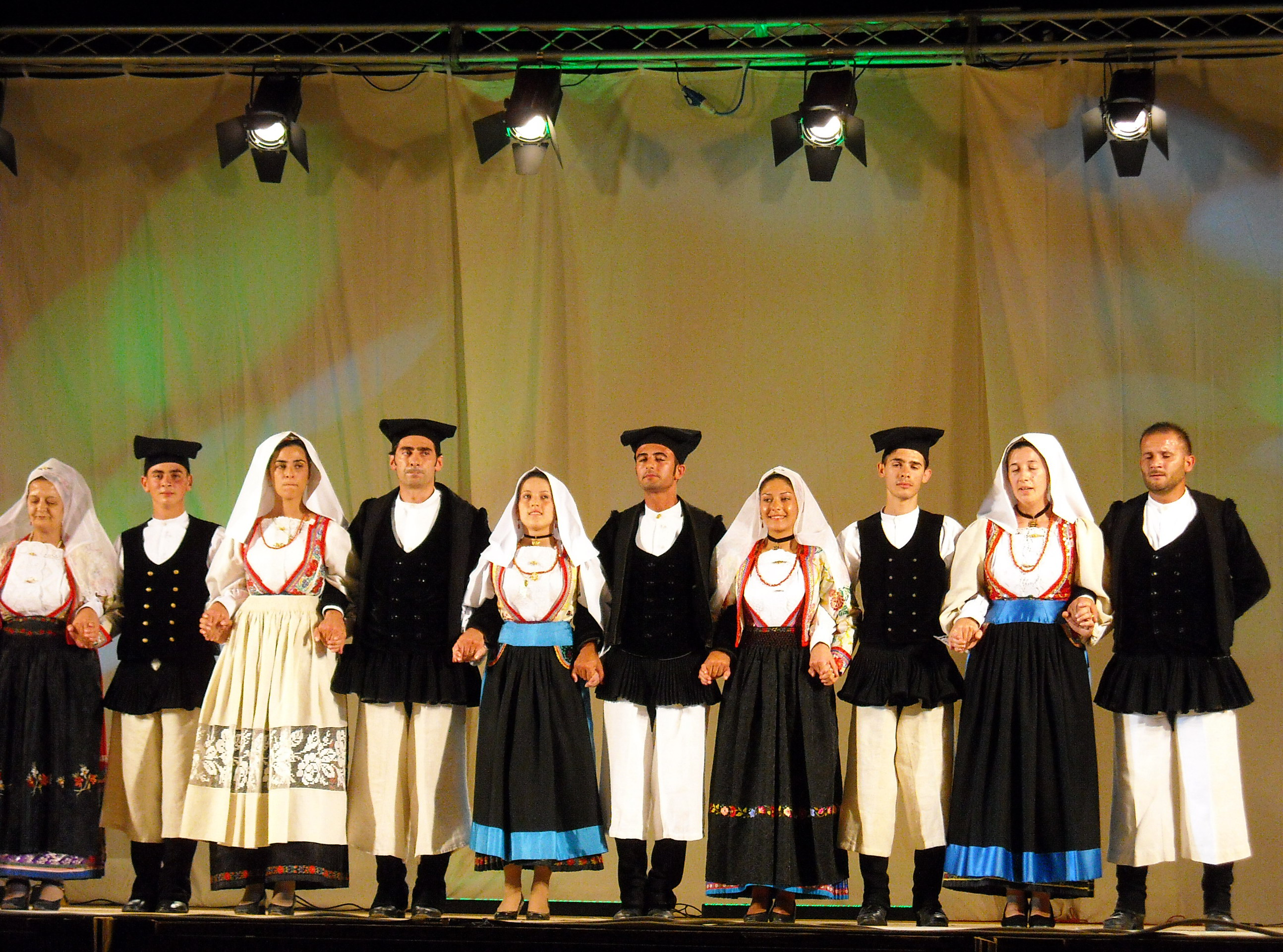
Busachi
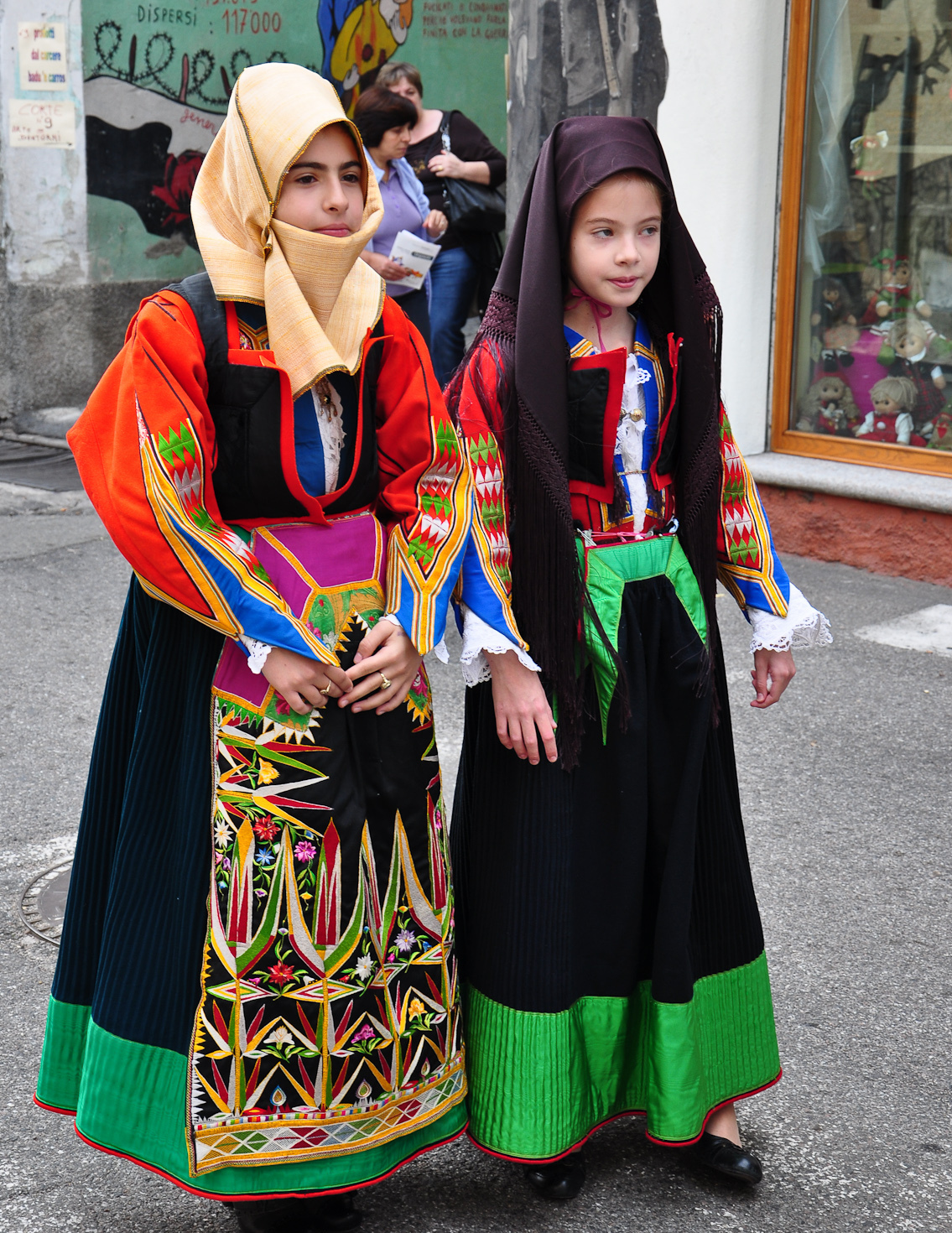
Orgosolo
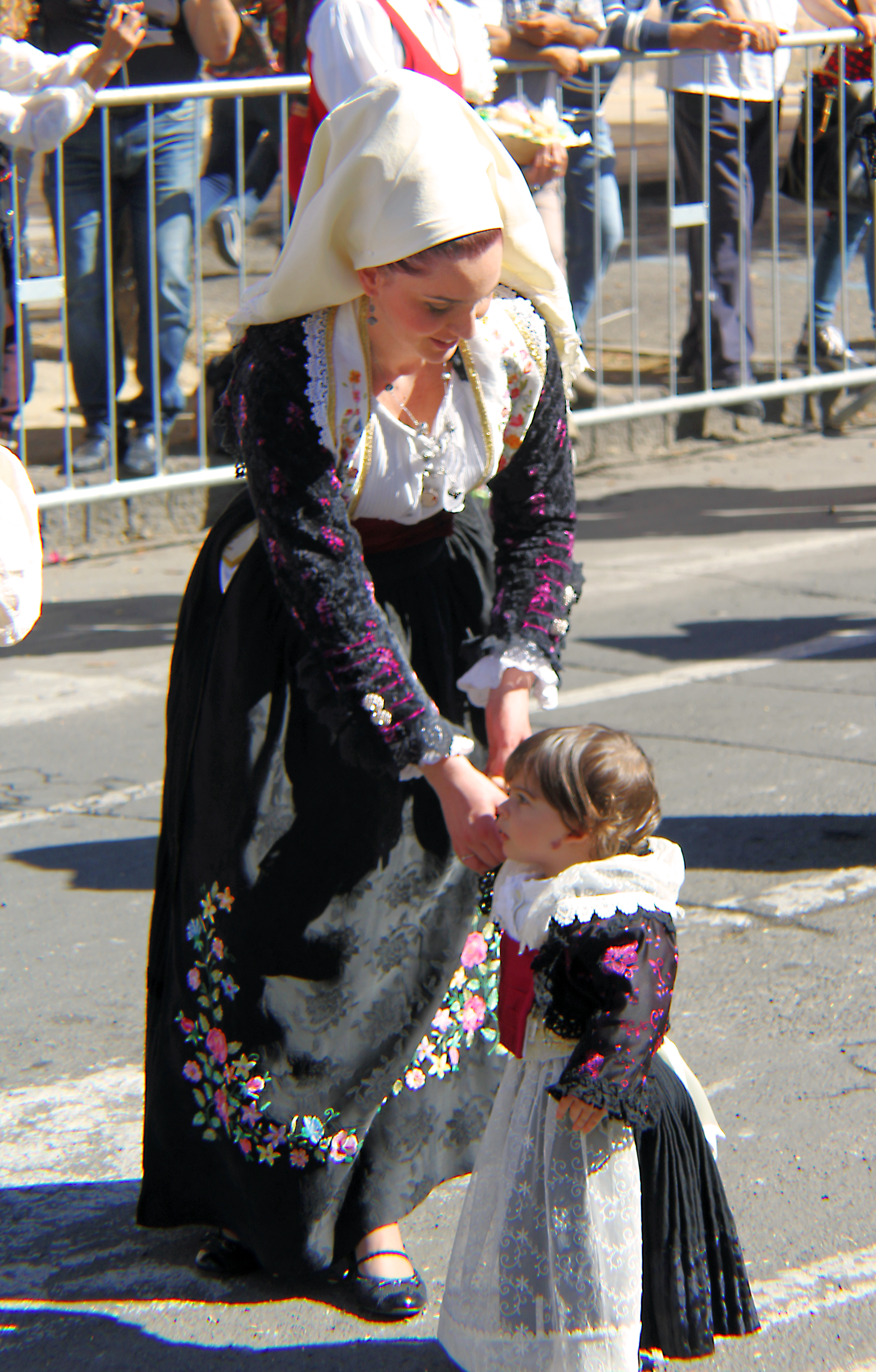
Florinas
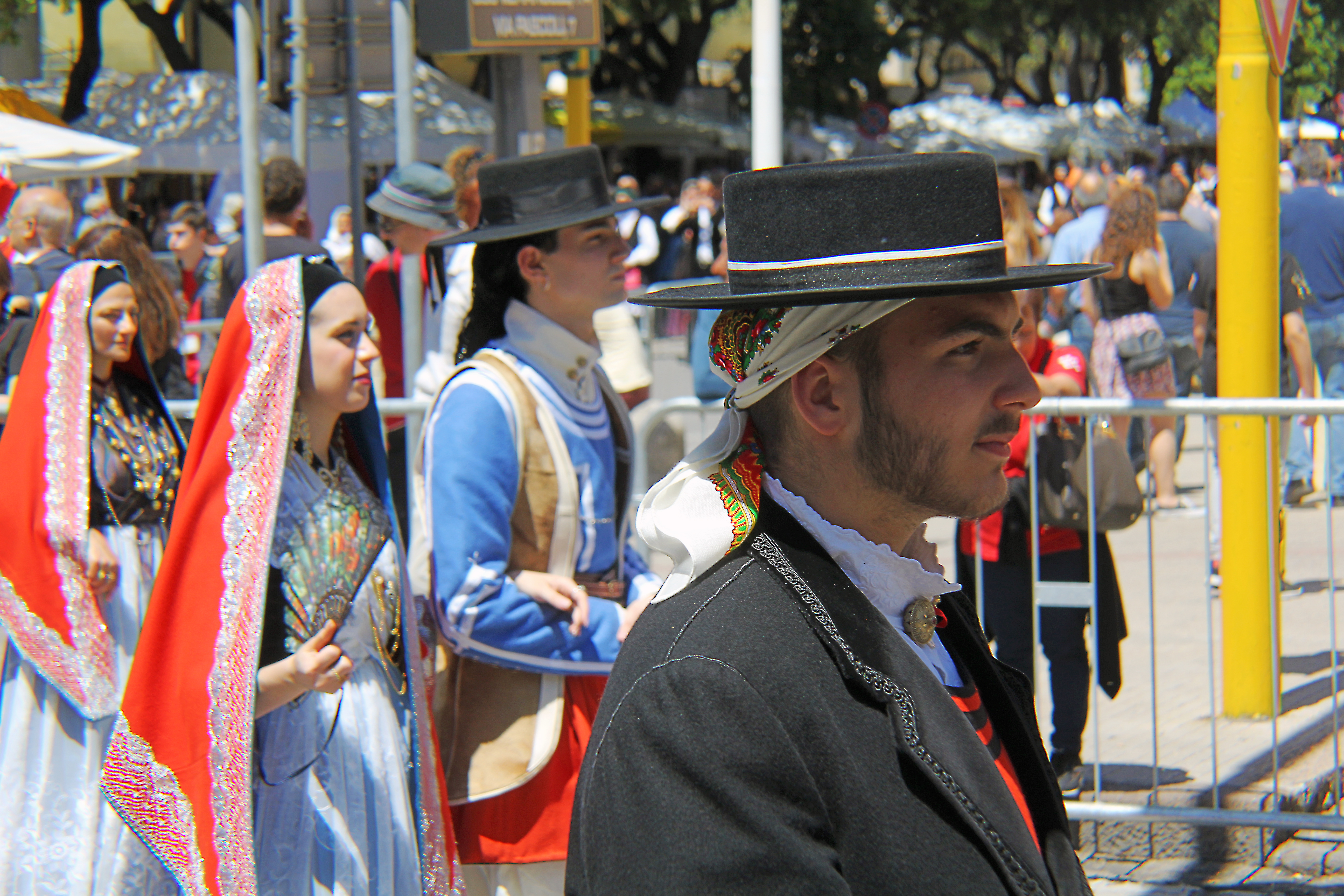
Cagliari
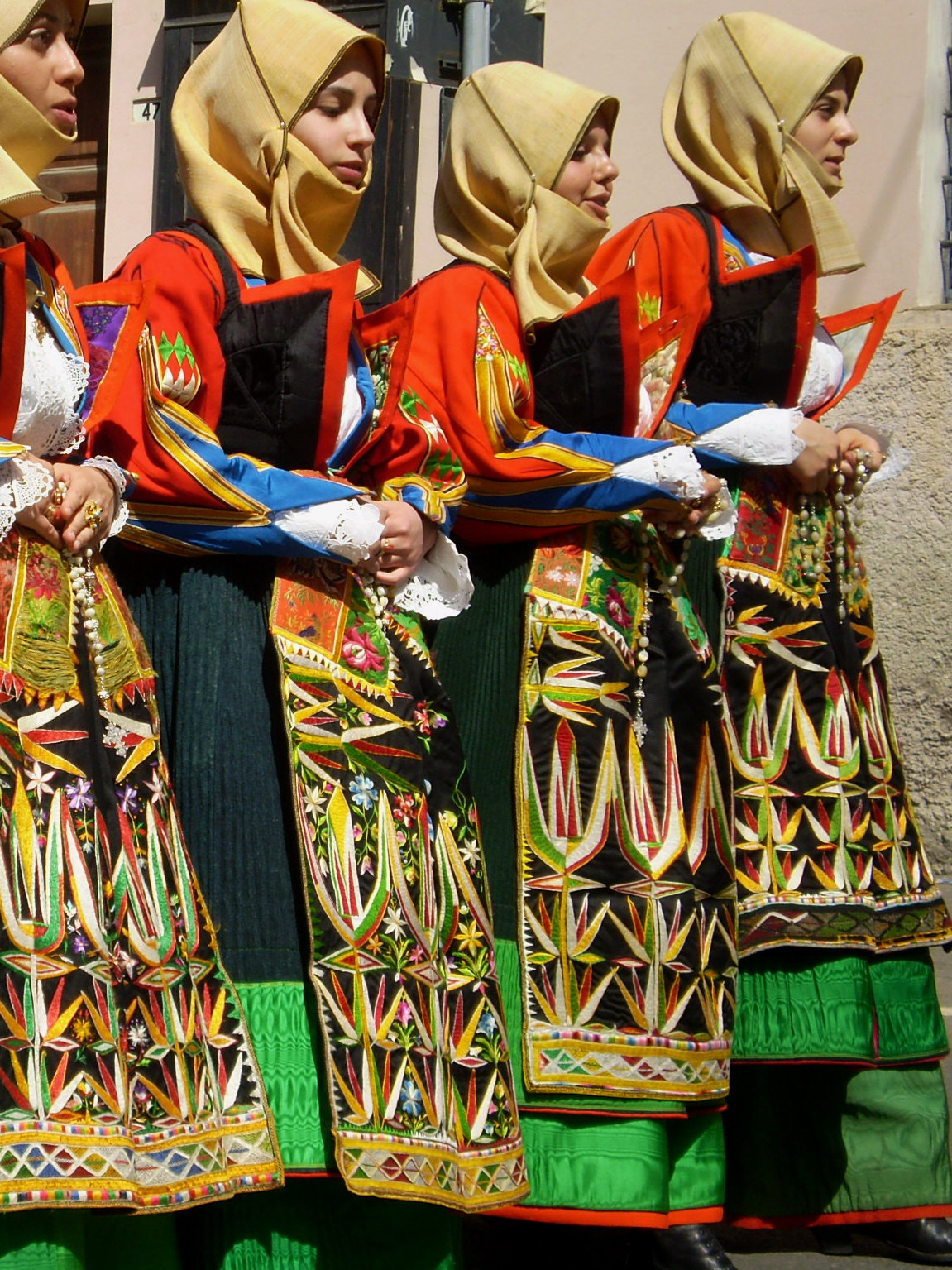
Orgosolo
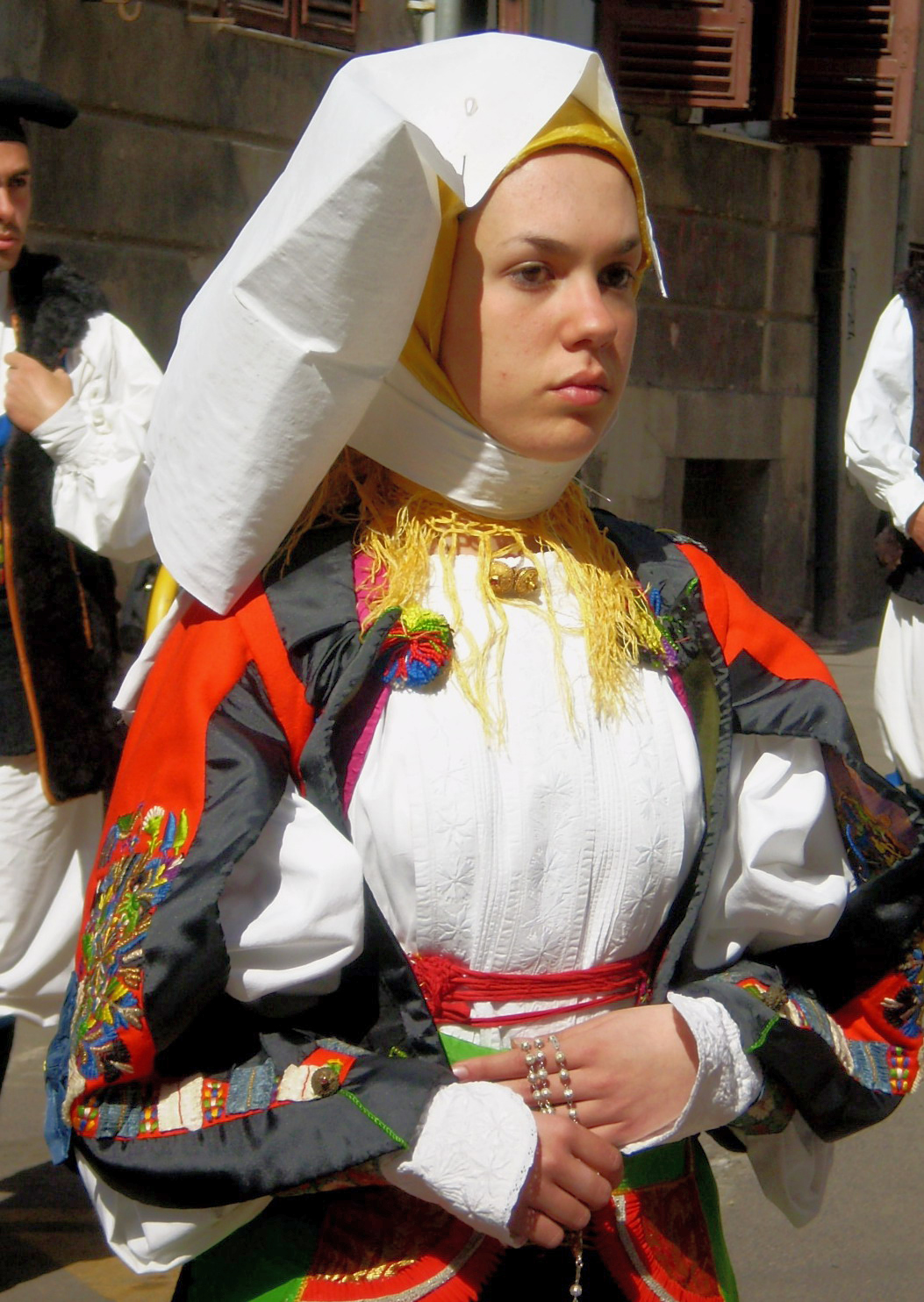
Atzara
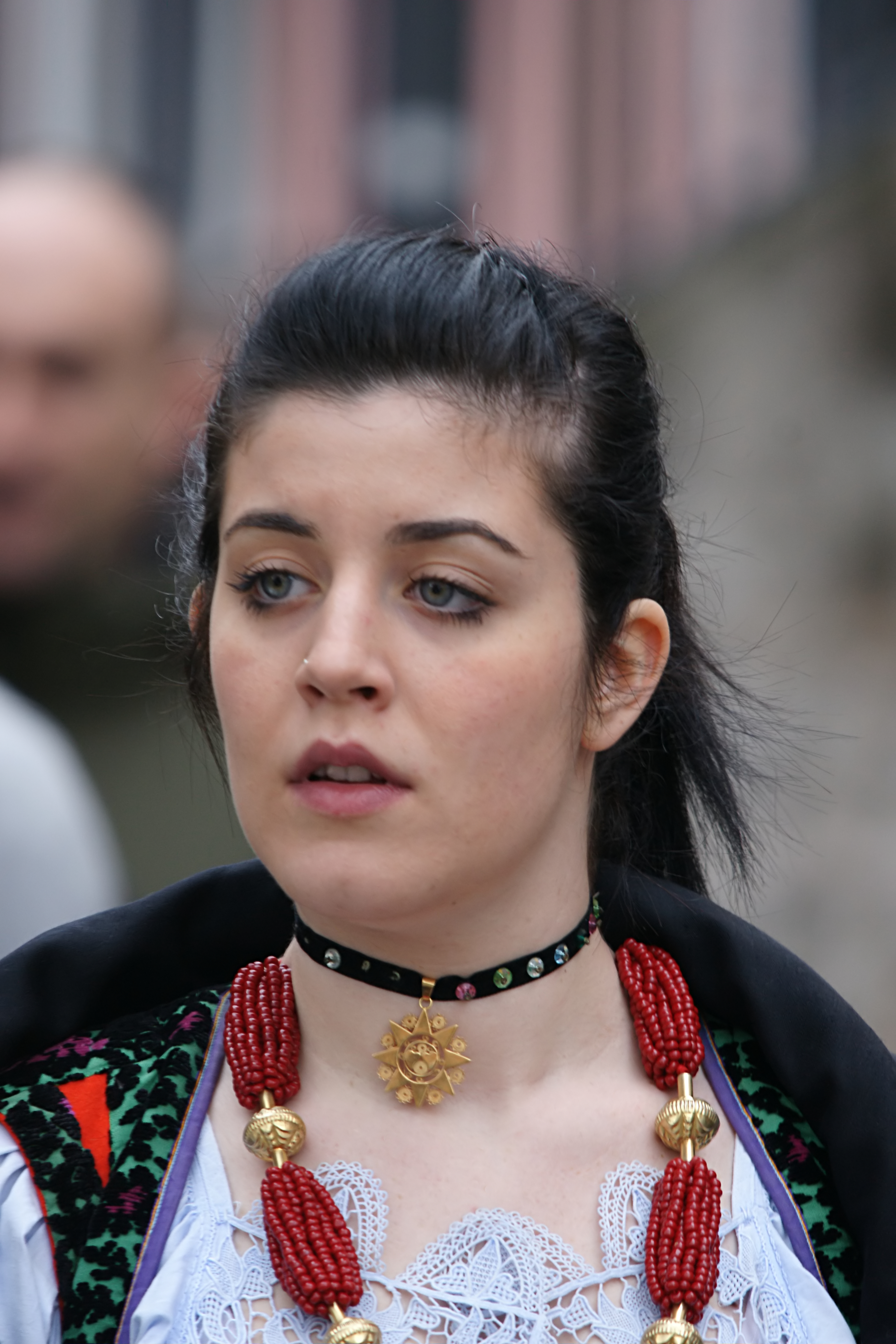
Oliena
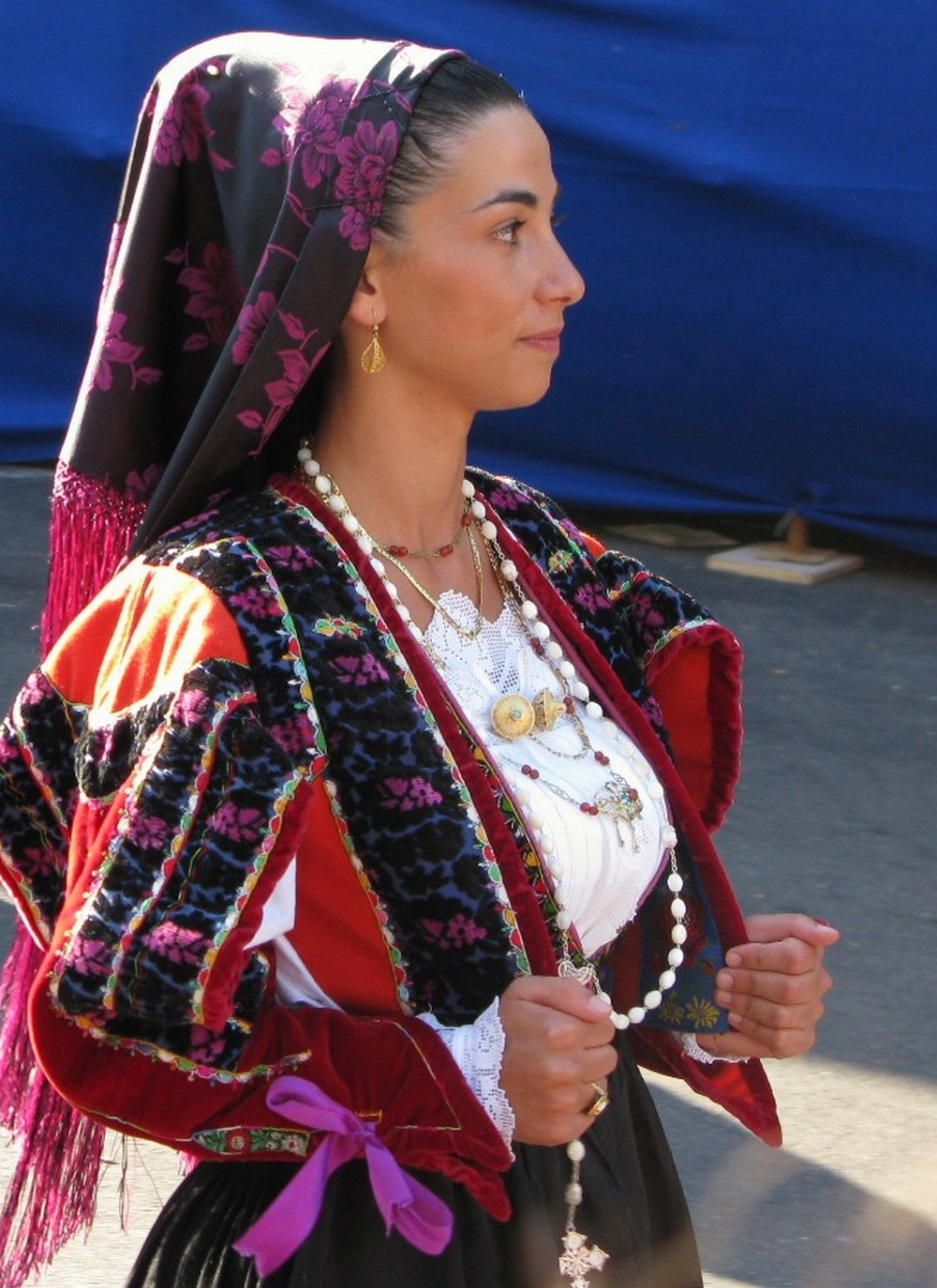
Orune
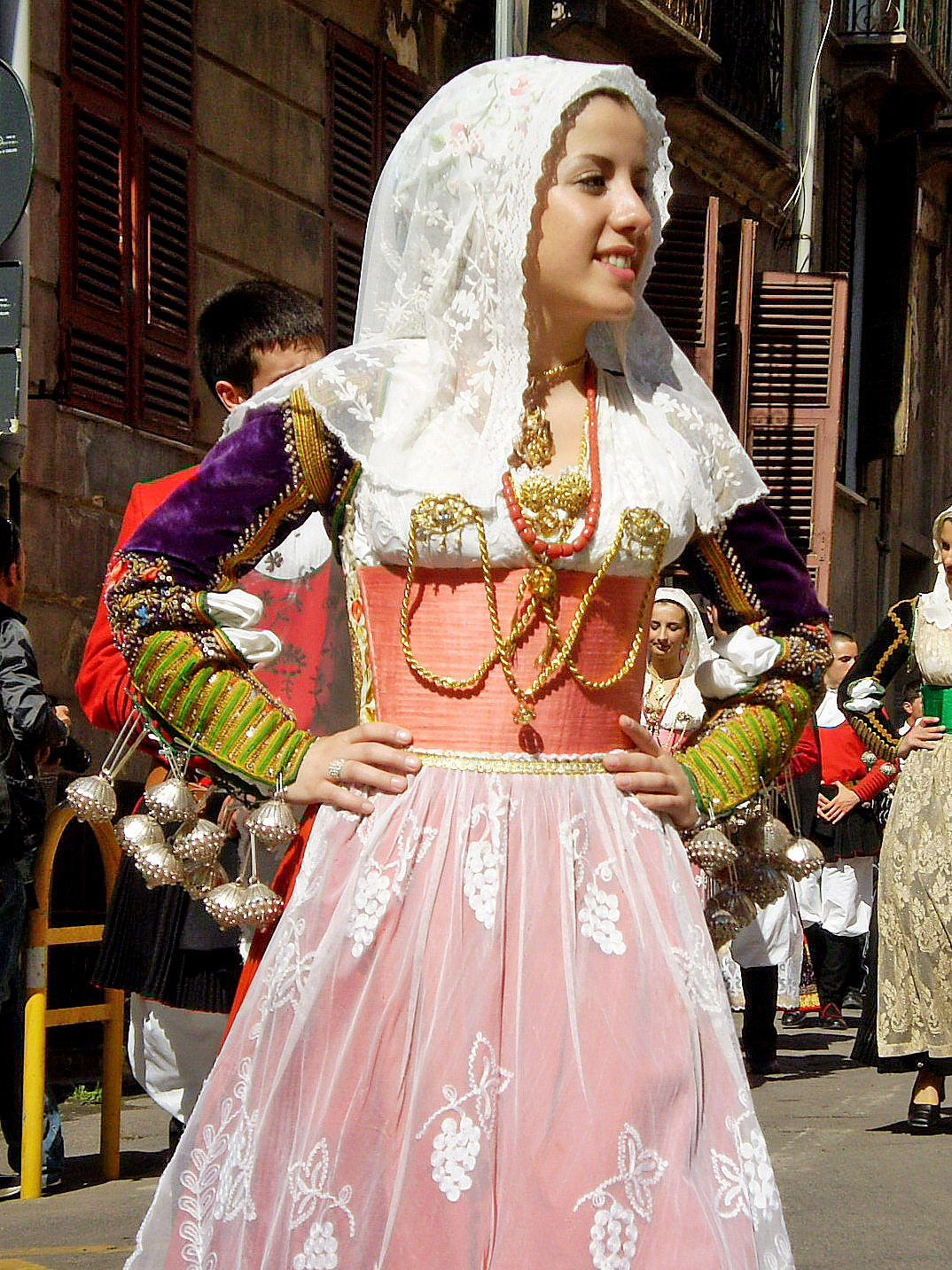
Ittiri
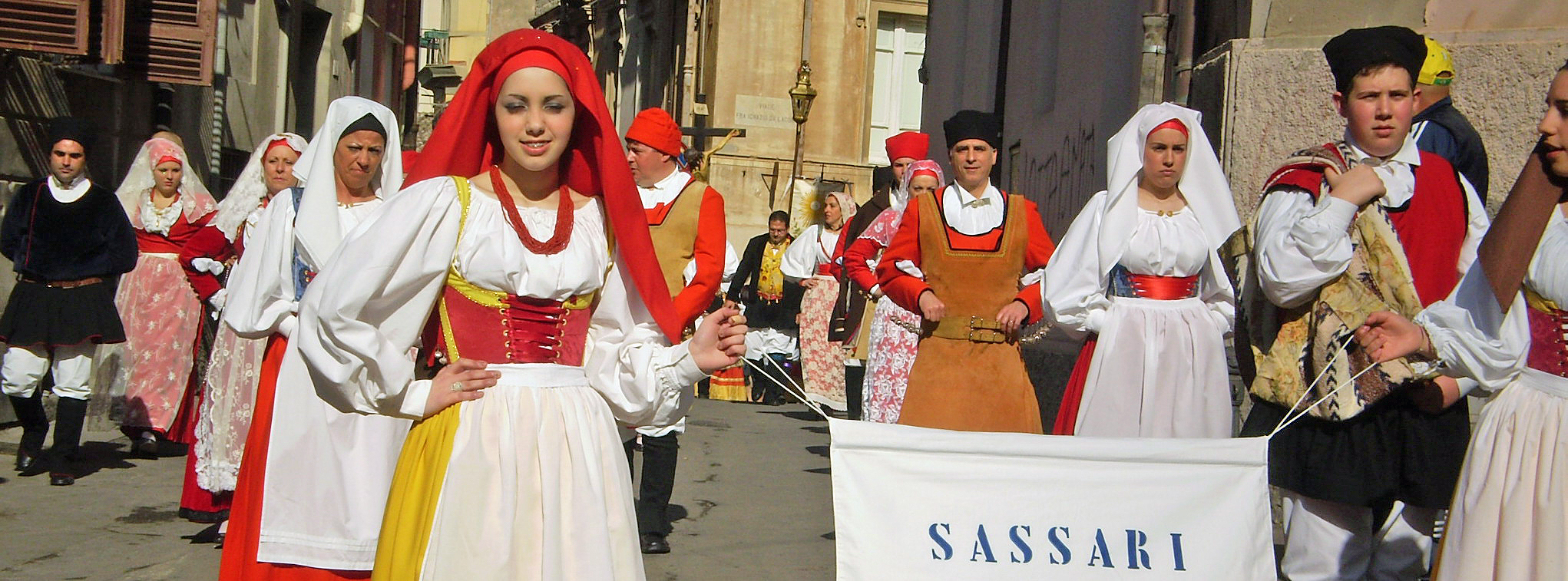
Sassari
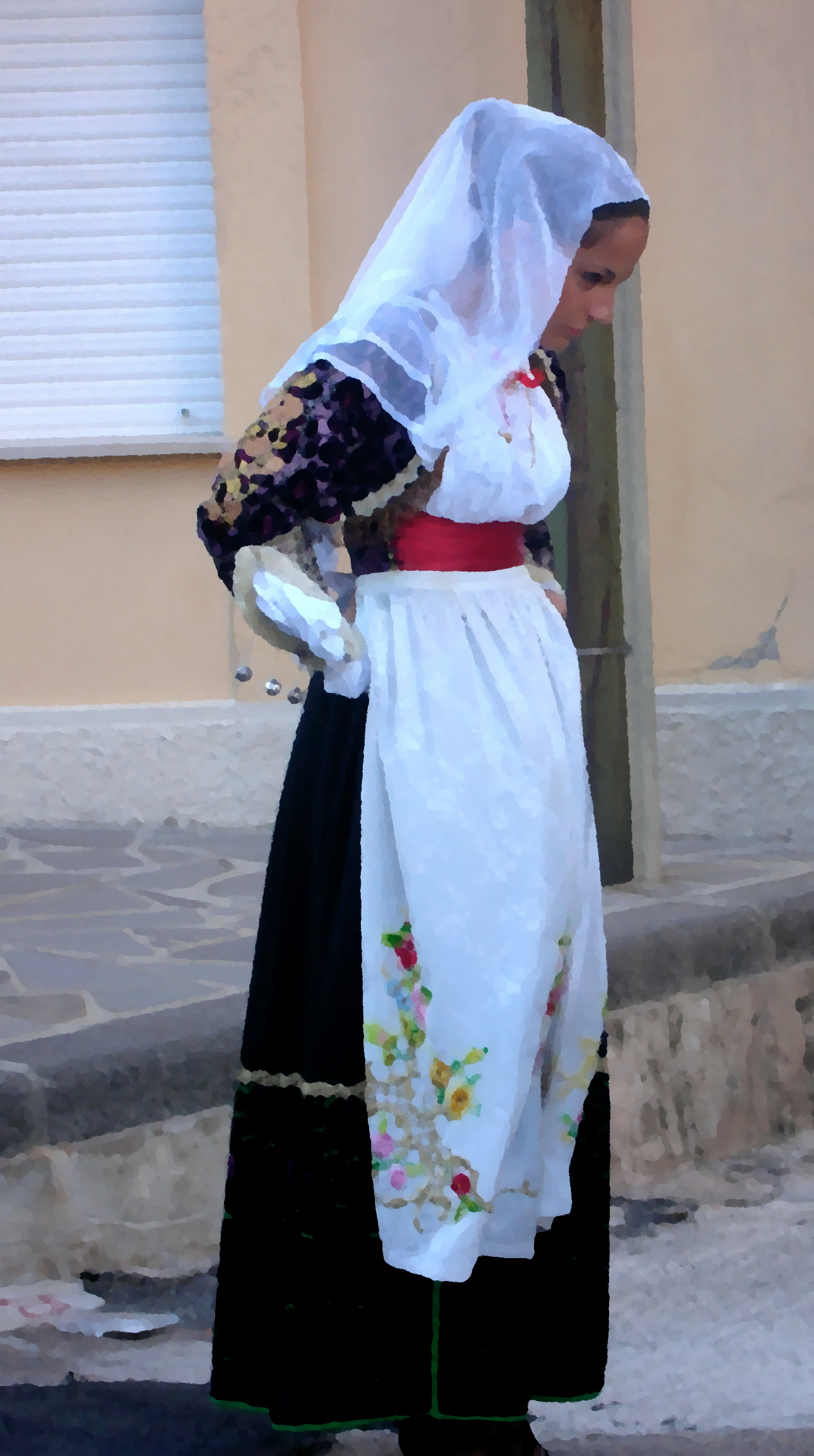
Cossoine
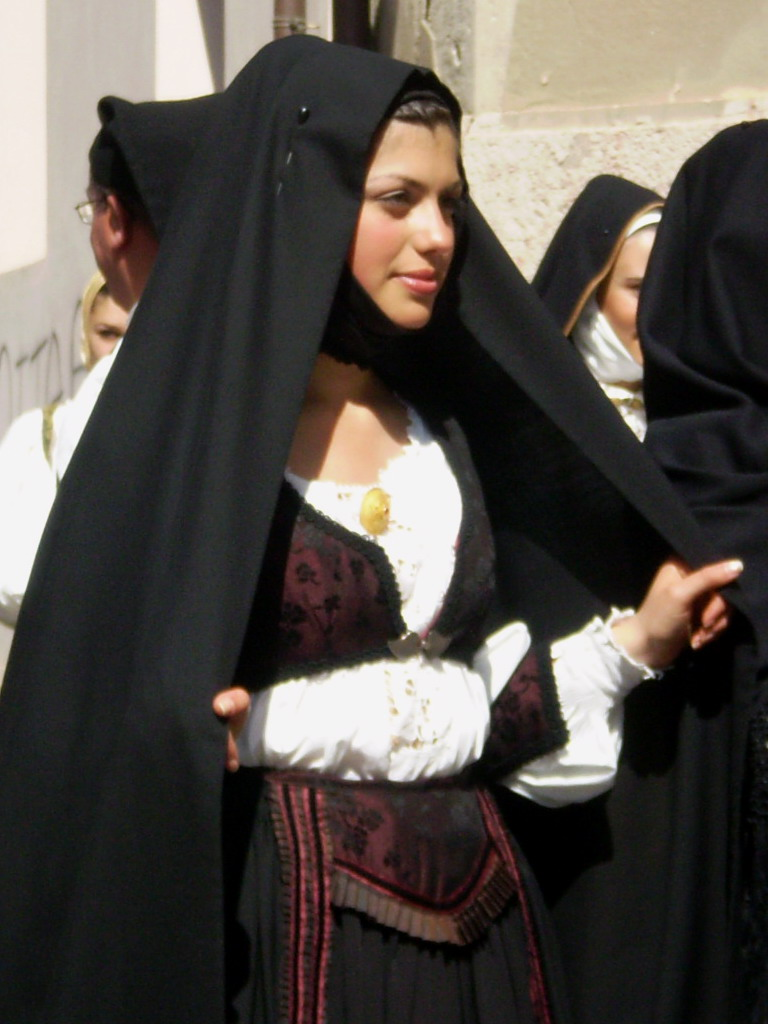
Isili

## Híres szárdok
- Giulio Angioni író, antropológus
- Eleonora d'Arborea
- Cyrano de Bergerac, francia költő, szatirikus, filozófus, családja szárd eredetű volt
- Fernando Atzori, ökölvívó, a tokiói olimpia bajnoka
- Enrico Berlinguer politikus, az Olasz Kommunista Párt főtitkára 1972-től 1984-ig
- Giuseppe Brotzu orvos, gyógyszerész, politikus, Szardínia régió elnöke 1955-től 1958-ig
- Maria Carta énekesnő, zeneszerző, színésznő
- Francesco Cossiga köztársasági elnök 1985 és 1992 között
- Grazia Deledda Nobel-díjas írónő
- Antonio Gramsci politikus, filozófus, újságíró
- Hilár pápa
- Gavino Ledda író
- Emilio Lussu politikus, író, katona
- Giuseppe Manno államférfi
- Andrea Parodi énekes
- Luigi Riva, labdarúgó
- Marisa Sannia énekesnő
- Salvatore Satta jogász, író
- Antonio Segni 1962 és 1964 között köztársasági elnök
- Renato Soru, vállalkozó, politikus
- Szümmakhosz pápa
- Gianfranco Zola labdarúgó

## Fordítás
Ez a szócikk részben vagy egészben  a   Sardinian people című angol Wikipédia-szócikk fordításán alapul.  Az eredeti cikk szerkesztőit annak laptörténete sorolja fel. Ez a jelzés csupán a megfogalmazás eredetét és a szerzői jogokat jelzi, nem szolgál a cikkben szereplő információk forrásmegjelöléseként.